# Liste der Kulturdenkmale in Callenberg

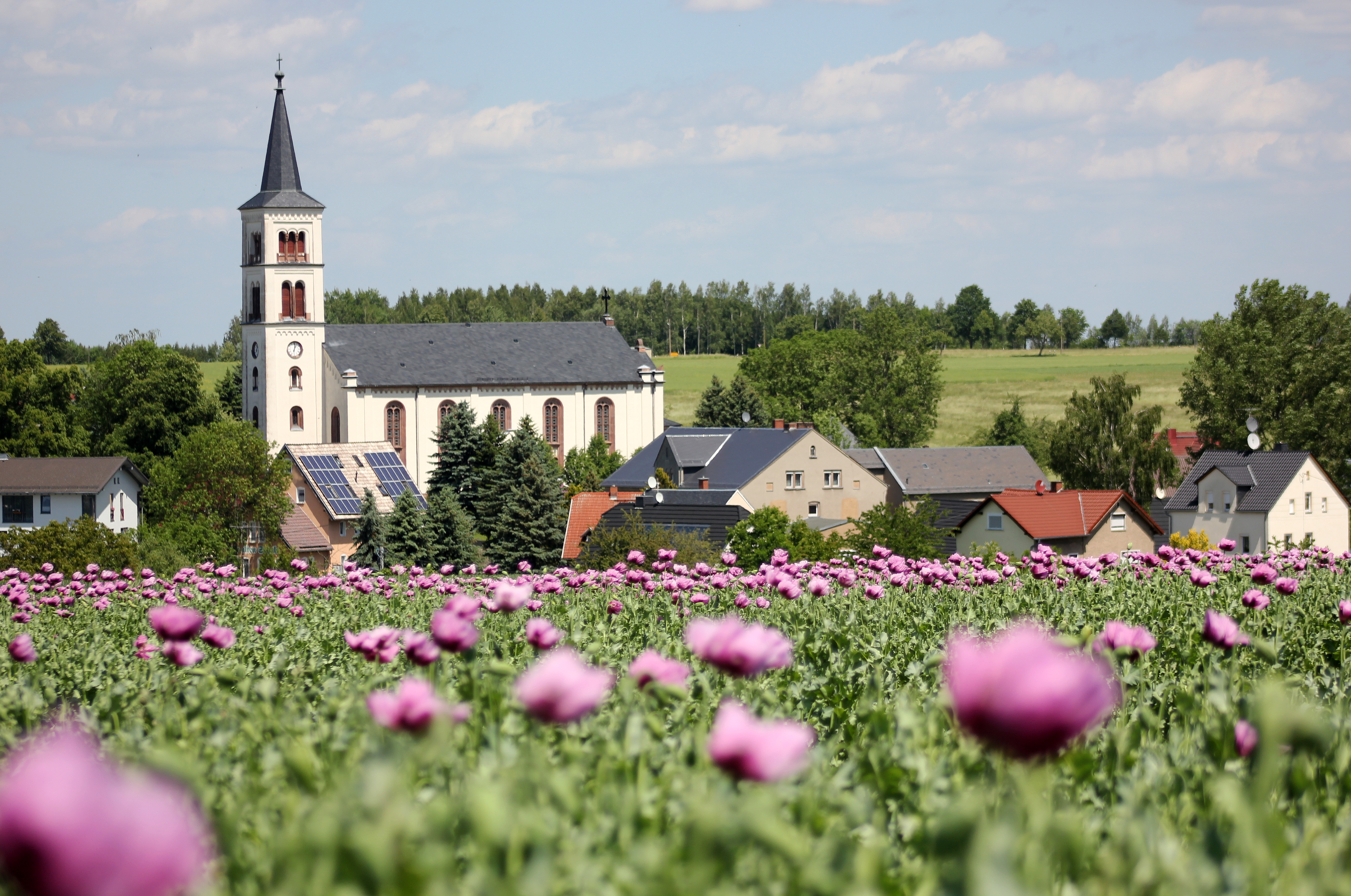
Kirche in Callenberg

Die Liste der Kulturdenkmale in Callenberg enthält die Kulturdenkmale in Callenberg.
Diese Liste ist eine Teilliste der Liste der Kulturdenkmale in Sachsen.

## Legende
- Bild: Bild des Kulturdenkmals, ggf. zusätzlich mit einem Link zu weiteren Fotos des Kulturdenkmals im Medienarchiv Wikimedia Commons. Wenn man auf das Kamerasymbol klickt, können Fotos zu Kulturdenkmalen aus dieser Liste hochgeladen werden:
- Bezeichnung: Denkmalgeschützte Objekte und ggf. Bauwerksname des Kulturdenkmals
- Lage: Straßenname und Hausnummer oder Flurstücknummer des Kulturdenkmals. Die Grundsortierung der Liste erfolgt nach dieser Adresse. Der Link (Karte) führt zu verschiedenen Kartendiensten mit der Position des Kulturdenkmals. Fehlt dieser Link, wurden die Koordinaten noch nicht eingetragen. Sind diese bekannt, können sie über ein Tool mit einer Kartenansicht einfach nachgetragen werden. In dieser Kartenansicht sind Kulturdenkmale ohne Koordinaten mit einem roten bzw. orangen Marker dargestellt und können durch Verschieben auf die richtige Position in der Karte mit Koordinaten versehen werden. Kulturdenkmale ohne Bild sind an einem blauen bzw. roten Marker erkennbar.
- Datierung: Baubeginn, Fertigstellung, Datum der Erstnennung oder grobe zeitliche Einordnung entsprechend des Eintrags in der sächsischen Denkmaldatenbank
- Beschreibung: Kurzcharakteristik des Kulturdenkmals entsprechend des Eintrags in der sächsischen Denkmaldatenbank, ggf. ergänzt durch die dort nur selten veröffentlichten Erfassungstexte oder zusätzliche Informationen
- ID: Vom Landesamt für Denkmalpflege Sachsen vergebene, das Kulturdenkmal eindeutig identifizierende Objekt-Nummer. Der Link führt zum PDF-Denkmaldokument des Landesamtes für Denkmalpflege Sachsen. Bei ehemaligen Kulturdenkmalen können die Objektnummern unbekannt sein und deshalb fehlen bzw. die Links von aus der Datenbank entfernten Objektnummern ins Leere führen. Ein ggf. vorhandenes Icon  führt zu den Angaben des Kulturdenkmals bei Wikidata.

## Callenberg
| Bild                                    | Bezeichnung | Lage                               | Datierung                  | Beschreibung | ID       |
| --------------------------------------- | --- | ---------------------------------- | -------------------------- | --- | -------- |
| Weitere Bilder                          | Zwei Wirtschaftsgebäude des 1799 abgebrannten Gutshofes                                                                   | Altenburger Straße 3; 4; 5 (Karte) | 1799                       | Rittergut ab 1800 an der Altenburger Straße 29 neu errichtet, ortsgeschichtlich und wirtschaftsgeschichtlich von Bedeutung. Massiv, Bruchstein, eingeschossig, große Stützmauern, Satteldach, bezeichnet als Schafställe (Schafstall inmitten des Ortes wäre ungewöhnlich). | 09236008 |
| Direkt Bild zu diesem Denkmal hochladen | Rittergut mit der einzigen erhaltenen Scheune mit Stallungen, dazu Reste der Hofmauer                                     | Altenburger Straße 29 (Karte)      | um 1800                    | Gewaltiger Bau mit Bruchsteinmauern und weiten Stallgewölben, das alte Rittergut südwestlich neben der Kirche brannte 1799 größtenteils ab und wurde darauf hier neu errichtet, baugeschichtlich, wirtschaftsgeschichtlich und ortsgeschichtlich von Bedeutung. Auf dem sächsischen Meilenblatt von 1798 sind noch der Hof bei der Kirche in der Ortsmitte und gleichzeitig das neue Rittergut mit Bezeichnung „Der Plauische Hof“(?) eingezeichnet. | 09306469 |
| Direkt Bild zu diesem Denkmal hochladen | Häuslerhaus | Am Kahlenberg 2 (Karte)            | vor 1800                   | Baugeschichtlich und sozialgeschichtlich von Bedeutung. Fachwerkbau, Fachwerk-Obergeschoss, ein Giebel verputzt, Satteldach, Erdgeschoss massiv, giebelseitiger Anbau mit Pultdach. | 09236000 |
| Direkt Bild zu diesem Denkmal hochladen | Wohnhaus, früher auch Schule, mit angebautem, ehemals frei stehendem Backhaus                                             | Am Kahlenberg 3 (Karte)            | 2. Hälfte 18. Jahrhundert  | orts-, baugeschichtlich und sozialgeschichtlich von Bedeutung. Erdgeschoss massiv, teilweise Ziegelmauerwerk oder Lehmziegel, Fenster mit Holzstock und Fensterläden, guter Originalzustand, Haustür 19. Jahrhundert, Krüppelwalmdach, Backhaus ursprünglich Lehmstock, heute zum Teil Ziegelmauerwerk, Satteldach. | 09235999 |
| Direkt Bild zu diesem Denkmal hochladen | Häuslerhaus | Am Kahlenberg 8 (Karte)            | um 1800                    | Baugeschichtlich und sozialgeschichtlich von Bedeutung. Fachwerkbau, guter Originalbestand, Fachwerk-Obergeschoss, Erdgeschoss massiv, Satteldach, giebelseitig massiver Anbau mit Pultdach, guter Originalbestand. | 09235997 |
| Direkt Bild zu diesem Denkmal hochladen | Wohnstallhaus, Seitengebäude und Torbogen eines Vierseithofes                                                             | Am Südhang 7 (Karte)               | nach 1800                  | Baugeschichtlich und wirtschaftsgeschichtlich von Bedeutung. Fachwerkbauten, Seitengebäude: Stall, Heuaufzug, Wohnhaus: Fachwerk-Obergeschoss an drei Seiten erhalten, eine Seite massiv, Giebel verschiefert, regelmäßiges Fachwerk mit Eckstreben, Erdgeschoss massiv, ein zu großes Fenster, Stall erhalten, Krüppelwalmdach, Seitengebäude: Fachwerk-Obergeschoss, Türen im Obergeschoss, Erdgeschoss und Giebel massiv, originale Gliederung, Garageneinbau, Satteldach. | 09235998 |
| Weitere Bilder                          | Kirche und Kirchhof mit Kirchhofsmauer                                                                                    | An der Schule (Karte)              | 1855–1859                  | baugeschichtlich, ortsgeschichtlich und ortsbildprägend von Bedeutung. Bedeutender Kirchenbau des frühen Historismus, im Rundbogenstil 1859 geweiht. | 09236006 |
|                                         | Schule | An der Schule 2 (Karte)            | 1886/1887                  | Ohne hintere Anbauten, zeittypisch. symmetrisch mit Mittelrisalit mit Mitteleingang, Dachhäuschen, Obergeschossfenster mit Segmentbögen, Faschen aus Hilbersdorfer Porphyr, baugeschichtlich und ortsgeschichtlich von Bedeutung. Das Bevölkerungswachstum durch die Textilindustrie machte den stattlichen Schulneubau nötig und möglich. | 09306356 |
|                                         | Häuslerhaus | An der Schule 20 (Karte)           | um 1820                    | Baugeschichtlich und sozialgeschichtlich von Bedeutung. Fachwerkbau, originale Tür- und Fenstergewände, Erdgeschoss massiv, originale Tür- und Fenstergewände, Fachwerk-Obergeschoss verschiefert oder verkleidet, Satteldach, Anbauten. | 09236014 |
| Direkt Bild zu diesem Denkmal hochladen | Seitengebäude eines Häusleranwesens                                                                                       | Bachgasse 9 (Karte)                | 1833 Dendro                | baugeschichtlich und sozialgeschichtlich von Bedeutung. Fachwerkbau, sehr guter Originalzustand, eventuell als Auszugshaus errichtet, Fachwerk-Obergeschoss, Erdgeschoss massiv, zweiachsiger Giebel, Krüppelwalmdach, Giebeldreieck verbrettert mit Wetterschräge, Erdgeschoss massiv, sehr guter Originalzustand. | 09236004 |
| Direkt Bild zu diesem Denkmal hochladen | Wohnstallhaus, Scheune und Seitengebäude eines Vierseithofes                                                              | Bachgasse 19; 20 (Karte)           | 2. Hälfte 18. Jahrhundert  | Baugeschichtlich, sozialgeschichtlich und wirtschaftsgeschichtlich von Bedeutung. Fachwerkbauten, zum Teil strebenreiches Fachwerk, Wohnhaus: 2. Hälfte 18. Jahrhundert, Satteldach, Fachwerk-Obergeschoss, ursprünglich Tür im Obergeschoss, strebenreich, Erdgeschoss massiv mit zu großen Fenstern, ein Giebel massiv, ein Giebel verputzt, Seitengebäude: um 1800, Erdgeschoss massiv, Tordurchfahrt, beide Giebel massiv, Satteldach, guter Originalbestand, Scheune: Fachwerk Drempel, gleiche Bauzeit, schöne, große Tore, Satteldach, Giebel massiv.                                                                                            | 09236002 |
| Direkt Bild zu diesem Denkmal hochladen | Zwei Seitengebäude und Torbogen eines Vierseithofes                                                                       | Bachgasse 21 (Karte)               | um 1800                    | Wirtschaftsgeschichtlich von Bedeutung. Mit Fachwerkobergeschoss, - Erstes Seitengebäude: Vermutlich Stall mit einbogiger Kumthalle, Fachwerk-Obergeschoss, um 1800, Tür im Obergeschoss, Fachwerk geschädigt, teilweise massives Obergeschoss, - Zweites Seitengebäude: Erdgeschoss massiv, Garageneinbauten, ursprünglich Tordurchfahrt, Taubenschlag, Fachwerk-Obergeschoss, Schiebefenster, Heuaufzug, Krüppelwalmdach, erstes Seitengebäude Satteldach. | 09236003 |
| Direkt Bild zu diesem Denkmal hochladen | Häuslerhaus | Bachgasse 23 (Karte)               | 19. Jahrhundert            | Baugeschichtlich und sozialgeschichtlich von Bedeutung. Fachwerkbau, Fachwerk-Obergeschoss, verputzt, giebelseitiger Anbau mit Pultdach, Erdgeschoss massiv, Satteldach, Giebeldreieck verkleidet. | 09236005 |
| Direkt Bild zu diesem Denkmal hochladen | Häuslerhaus | Beethovenstraße 2 (Karte)          | um 1820                    | Fachwerkbau, wichtig für Ortsbild, platzbildprägende Wirkung, baugeschichtlich und sozialgeschichtlich von Bedeutung. Fachwerk-Obergeschoss am Giebel verschiefert, Krüppelwalmdach, Eckstreben am Fachwerk, Erdgeschoss massiv, originale Fenster- und Türgewände, Fensterläden im Erdgeschoss, wichtig für Ortsbild, platzbildende Wirkung. | 09236022 |
| Weitere Bilder                          | Denkmal für die Gefallenen des Ersten Weltkrieges und Gedenkstein zum 400. Geburtstag von Martin Luther                   | Hauptstraße (Karte)                | nach 1918 (Kriegerdenkmal) | Ortsgeschichtlich von Bedeutung. | 09236013 |
| Direkt Bild zu diesem Denkmal hochladen | Häusleranwesen, Häuslerhaus mit Seitengebäude                                                                             | Hauptstraße 18 (Karte)             | um 1800                    | Baugeschichtlich und sozialgeschichtlich von Bedeutung. Fachwerkbauten, wichtig für Ortsbild, Erdgeschoss massiv, Fachwerk-Obergeschoss strebenreich, Satteldach, Seitengebäude mit Tür im Obergeschoss, Giebel dort verbrettert, bei Wohnhaus verkleidetes Obergeschoss, traufseitiger Anbau dort, aber wichtig für Ortsbild. | 09236001 |
| Direkt Bild zu diesem Denkmal hochladen | Pfarrhaus (Nr. 50) und Seitengebäude (Nr. 51) des Pfarrhofs                                                               | Hauptstraße 50; 51 (Karte)         | 1842                       | Baugeschichtlich und ortsgeschichtlich von Bedeutung. Pfarrhaus mit Freitreppe, Seitengebäude in Fachwerk mit seltener Oberlaube, - Pfarrhaus: Massiv, Putzfassade, zweigeschossig, fünf Achsen, Türportal, Freitreppe, Walmdach, - Seitengebäude: Fünfbogige Oberlaube, Haus verlängert, Oberlaube zugesetzt, geblattete Kopfbänder, Erdgeschoss teilweise Fachwerk mit gezapften Streben oder massiv. | 09236011 |
|                                         | Rathaus | Hauptstraße 73 (Karte)             | 1925                       | Baugeschichtlich und ortsgeschichtlich von Bedeutung. Im Heimatstil Putzfassade, eingeschossig, originale Innenausstattung, originale Fenster, Mansardwalmdach, Freitreppe, Erker und Fassadengliederung. | 09236015 |
| Direkt Bild zu diesem Denkmal hochladen | Zwei Seitengebäude eines Vierseithofes                                                                                    | Hauptstraße 77 (Karte)             | 2. Hälfte 18. Jahrhundert  | Baugeschichtlich und wirtschaftsgeschichtlich von Bedeutung. Mit Fachwerkobergeschoss, wichtig für Ortsbild, Fachwerk-Obergeschoss, Erdgeschoss massiv, Satteldächer vorkragend, wichtig für Ortsbild, erstes Seitengebäude mit Tür im Obergeschoss, Heuaufzug. | 09236016 |
|                                         | Häusleranwesen | Lichtensteiner Straße 2 (Karte)    | um 1800                    | Baugeschichtlich und sozialgeschichtlich von Bedeutung. Fachwerkbau, wichtig für Ortsbild, Hakenhof (?), Satteldach, Giebeldreieck verbrettert, Fachwerk-Obergeschoss, Erdgeschoss massiv, zu große Fenster im Erdgeschoss, Garageneinbau, wichtig für Ortsbild. | 09236007 |
| Direkt Bild zu diesem Denkmal hochladen | Häuslerhaus | Nordstraße 1 (Karte)               | um 1800                    | Baugeschichtlich und sozialgeschichtlich von Bedeutung. Fachwerkhaus, wichtig für Ortsbild, Fachwerk-Obergeschoss verputzt, teilweise verkleidet, giebelseitiger Anbau mit Pultdach, Haus Satteldach, Erdgeschoss massiv, guter Originalzustand, wichtig für Ortsbild, erfasst unter der Anschrift: Limbacher Straße 1. | 09236021 |
| Direkt Bild zu diesem Denkmal hochladen | Häuslerhaus | Südstraße 3 (Karte)                | um 1850                    | Baugeschichtlich und sozialgeschichtlich von Bedeutung. Fachwerkhaus, Fachwerk-Obergeschoss verschiefert, Erdgeschoss massiv, Fensterläden, Satteldach. | 09236017 |
| Direkt Bild zu diesem Denkmal hochladen | Wohn- und Verwaltungsgebäude und alle den Hof umfangenden zwei- oder dreigeschossigen Fabrikgebäude sowie die Einfriedung | Südstraße 11 (Karte)               | bezeichnet 1888            | Wohnhaus und Anbau an der Oststraße historistisch, südlicher Bau in Neuklassizismus mit Lisenen, baugeschichtlich, wirtschaftsgeschichtlich und ortsgeschichtlich von Bedeutung. Wohn- und Verwaltungsbau zweigeschossig, Mittelrisalit, Zwerchgiebel, originale Fassadengliederung, Ecklisenen, Gesims, falsche Fenster, heute Teil der Callenberger Textilmanufaktur Uhlmann GmbH. | 09236018 |
| Direkt Bild zu diesem Denkmal hochladen | Wohnhaus, Scheune, Stallgebäude und Torbogen eines Bauernhofes                                                            | Südstraße 25 (Karte)               | um 1900                    | Baugeschichtlich, sozialgeschichtlich und wirtschaftsgeschichtlich von Bedeutung. Überwiegend Massivbauten der Gründerzeit, Fachwerkscheune, - Torbogen: Ziegelmauerwerk, gelbe und rote Ziegel mit Putzflächen, Tor und Pforten, um 1900, - Stallgebäude: Taubenschlag, Türmchen, Tür im Obergeschoss, Mezzaningeschoss, Erdgeschoss Stall, Satteldach, massiv, gleiche Bauzeit, - Wohnhaus: Ende 19. Jahrhundert, schöne originale, geschnitzte Haustür, Türportal, Satteldach, massiv, zweigeschossig, - Scheune: Fachwerk mit Drempel, Schiebetor, teilweise massiv, Durchfahrt.                                                                    | 09236019 |
| Weitere Bilder                          | Zwei Seitengebäude (eines als Torhaus) eines Vierseithofes                                                                | Südstraße 26 (Karte)               | um 1700                    | Baugeschichtlich und wirtschaftsgeschichtlich von Bedeutung. Fachwerkbauten, ein Seitengebäude mit seltener Oberlaube, - Erstes Seitengebäude: Tordurchfahrt, an Straße, beide Giebel massiv, Erdgeschoss massiv, Kumthalle, vermutlich ehemaliger Pferdestall, Satteldach, um 1800, - Zweites Seitengebäude: Erdgeschoss massiv, Stall, Fachwerk-Obergeschoss, Fachwerk Drempel, Oberlaube mit geblatteten Kopfbändern, 13-bogige Oberlaube, zusätzliche Riegel, Brüstung verbrettert, Zugang zu Obergeschoss erfolgt durch Haus, um 1700, Drempel nachträglich, Krüppelwalm- oder Satteldach, Heuaufzug, giebelseitiger Anbau, verbrettert, Pultdach. | 09236020 |
| Direkt Bild zu diesem Denkmal hochladen | Häuslerhaus | Waldecke 7 (Karte)                 | vor 1800                   | Strebenreiches Fachwerkobergeschoss, baugeschichtlich und sozialgeschichtlich von Bedeutung. Leichtes Krüppelwalmdach, weit vorkragend, Erdgeschoss massiv, originale Fenstergewände, Ziegelmauerwerk, Fachwerk-Obergeschoss strebenreich, ein Giebel verputzt, Vorhäuschen nachträglich, Giebeldreieck verbrettert mit Wetterschräge. | 09235996 |

## Falken
| Bild                                    | Bezeichnung                                                                                                   | Lage                           | Datierung                           | Beschreibung | ID       |
| --------------------------------------- | --- | ------------------------------ | ----------------------------------- | --- | -------- |
| Direkt Bild zu diesem Denkmal hochladen | Wohnstallhaus und Seitengebäude eines Vierseithofes sowie Torbogen                                            | Am Berg 1 (Karte)              | um 1800                             | Baugeschichtlich von Bedeutung. Fachwerkbauten, Torbogen im Stil des Art déco, - Torbogen: Tor und Pforte mit Sonnenmotiv, aufgedoppelt, Putzornamentik 1926, - Seitengebäude: Um 1800, Schiebefenster, Fachwerk-Obergeschoss, Krüppelwalmdach, Erdgeschoss massiv, - Wohnhaus: Gleiche Bauzeit, Fachwerk-Obergeschoss, Erdgeschoss massiv, Krüppelwalmdach. | 09236106 |
| Direkt Bild zu diesem Denkmal hochladen | Zwei Seitengebäude eines Vierseithofes und Torbogen                                                           | Am Wasserloch 8 (Karte)        | 2. Hälfte 18. Jahrhundert           | Baugeschichtlich und wirtschaftsgeschichtlich von Bedeutung. Fachwerkbauten, Fachwerk-Obergeschoss, Erdgeschoss massiv, Satteldach oder Krüppelwalmdach, Schiebefenster, Tür im Obergeschoss, originale Gauben, eines mit Tor und Heuaufzug, Tor mit Schlussstein, Tür im Obergeschoss. | 09236098 |
| Direkt Bild zu diesem Denkmal hochladen | Häuslerhaus                                                                                                   | Hohensteiner Straße 4 (Karte)  | 2. Hälfte 19. Jahrhundert           | Baugeschichtlich und sozialgeschichtlich von Bedeutung. Fachwerkbau guter Originalzustand, Fachwerk-Obergeschoss verschiefert, Erdgeschoss massiv, Satteldach sehr guter Originalzustand. | 09236109 |
| Direkt Bild zu diesem Denkmal hochladen | Wohnstallhaus (Umgebindehaus) und zwei Seitengebäude eines Vierseithofes sowie Torbogen                       | Hohensteiner Straße 18 (Karte) | 2. Hälfte 18. Jahrhundert           | Baugeschichtlich, sozialgeschichtlich und wirtschaftsgeschichtlich von Bedeutung. Ensemble bedeutender Fachwerkbauten, das Wohnhaus ein seltenes Umgebindehaus, - Erstes Seitengebäude: Überkragendes Fachwerk-Obergeschoss, Satteldach, Erdgeschoss massiv, Tür im Obergeschoss, Taubenschlag, 2. Hälfte 18. Jahrhundert, Schiebefenster, - Zweites Seitengebäude: Breiter Schwellenkranz, Fachwerk-Obergeschoss, Tür im Obergeschoss, Schiebefenster, Erdgeschoss massiv, ursprünglich Pferdestall, Remisen, - Wohnhaus: Fachwerk-Obergeschoss, hofseitig zu große Fenster, Umgebindehaus mit gezapften Knaggen, Holzfensterstöcke im Stubenbereich, Säulen des Umgebindes auf Steinfundament, durchlaufend, Verzierungen, Schieferbehang mit Sonnenmotiv. | 09236111 |
| Direkt Bild zu diesem Denkmal hochladen | Wohnstallhaus, zwei Seitengebäude und Scheune eines Vierseithofes und zwei Torbögen                           | Limbacher Straße 5 (Karte)     | um 1750                             | Baugeschichtlich, sozialgeschichtlich und wirtschaftsgeschichtlich von Bedeutung. Fachwerkbauten, zum Teil strebenreiches Fachwerk, wichtig als geschlossene Anlage am Ortseingang, - Wohnhaus: Fachwerk-Obergeschoss, verputzt bzw. verschiefert, Krüppelwalmdach, Torbögen mit zwei Toren, Scheune: Fachwerk, verbrettert, Krüppelwalmdach, teilweise im Inneren geschädigt, soll zu Stall umgebaut werden, ist sehr wichtig für Ortsbild durch Lage an Straße und am Ortsausgang, * Seitengebäude: Ursprünglich Stall im Erdgeschoss, dort Garagen, Fachwerk-Obergeschoss strebenreich, Tür im Obergeschoss, engstielig, leicht vorkragend, um 1750, hohes Krüppelwalmdach, - Wohnhaus: Fachwerk-Obergeschoss verschiefert bzw. verputzt, Erdgeschoss massiv, etwas verändert, hohes Krüppelwalmdach, - Zweites Seitengebäude: Ursprünglich Tor, verändert, Erdgeschoss Stall, Giebel massiv, Heuaufzug, am stärksten verändert und mit geringstem Denkmalwert dieses Gehöftes, wichtig als geschlossene Anlage am Ortseingang. | 09236108 |
| Weitere Bilder                          | Ehemalige Mühle mit Wohnstallhaus und Seitengebäude                                                           | Mühlenweg 2 (Karte)            | bezeichnet 1594                     | Baugeschichtlich und technikgeschichtlich von Bedeutung. Wohnhaus mit Fachwerkobergeschoss und Sitznischenportal des Renaissance-Zeit, - Wohnhaus: Giebel massiv, Fachwerk-Obergeschoss, teilw. verschiefert, Krüppelwalmdach, Erdgeschoss massiv, schöne, tief eingeschnittene Fenstergewände, Sitznischenportal, - Seitengebäude: Stall im Erdgeschoss, winklig angebautes Gebäude, Fachwerk-Obergeschoss verputzt oder verschiefert, Krüppelwalmdach. | 09236112 |
| Weitere Bilder                          | Kapelle auf dem Friedhof                                                                                      | Rathausstraße (Karte)          | 1910–1914                           | Baugeschichtlich und ortsgeschichtlich von Bedeutung. Im Heimatstil, massiv, teilw. Fachwerk verbrettert, Fenster mit Bleiverglasung. | 09236104 |
| Weitere Bilder                          | Rathaus, ehemalige Schule                                                                                     | Rathausstraße 40 (Karte)       | bezeichnet 1911                     | Bau- und ortsgeschichtlich von Bedeutung. Repräsentatives Bauwerk im frühen Heimatstil, kunstgeschichtlich interessant, Architekten: Zapp & Basarke, Chemnitz, massives Gebäude, Sockel Polygonmauerwerk – dort bezeichnet, Fensterläden mit Jalousien, zweigeschossig, Schieferverkleidung, Mansarddach mit Krüppelwalm oder Walm, Uhrentürmchen, repräsentatives Bauwerk, ursprünglich Schule. | 09236107 |
| Direkt Bild zu diesem Denkmal hochladen | Wohnstallhaus eines Bauernhofes                                                                               | Rathausstraße 53 (Karte)       | um 1850                             | Baugeschichtlich von Bedeutung. Mit Fachwerkobergeschoss, Fachwerk-Obergeschoss verkleidet, Tür im Obergeschoss, Satteldach, Erdgeschoss massiv, straßenseitig massiver Anbau. | 09236105 |
| Direkt Bild zu diesem Denkmal hochladen | Wohnstallhaus und Seitengebäude eines Vierseithofes                                                           | Rathausstraße 65 (Karte)       | um 1700, bezeichnet 1794 (Wohnhaus) | Baugeschichtlich und wirtschaftsgeschichtlich von Bedeutung. Wohnhaus mit altertümlicher Fachwerkkonstruktion, Thüringer-Leiter-Fachwerk, die Säulen der Leiterbrüstung dockenartig gestaltet, ursprünglich wahrscheinlich Umgebindehaus, - Wohnhaus: Erdgeschoss massiv unterfahren und entstellt, am Türstock „1794“ datiert, vermutlich Zeitpunkt des Unterfahrens, Fachwerk-Obergeschoss mit Blattsassen im Rähm, Schwelle abgefast, leicht vorkragend, Leiterbrüstung, Kopfbänder aufgeblattet, Krüppelwalmdach vorkragend, um 1700, ursprünglich wahrscheinlich Umgebindehaus, - Seitengebäude: Vorkragendes Obergeschoss, Erdgeschoss massiv, Stall, Fachwerk-Obergeschoss, um 1800, Schiebefenster, Satteldach, am Wohnhaus Säulen der Leiterbrüstung dockenartig gestaltet. | 09236103 |
| Direkt Bild zu diesem Denkmal hochladen | Wohnstallhaus einer ehemaligen Mühle                                                                          | Talstraße 8 (Karte)            | um 1734                             | Baugeschichtlich und ortsgeschichtlich von Bedeutung. Mit Fachwerkobergeschoss, Fachwerk-Obergeschoss verschiefert, Erdgeschoss massiv, Krüppelwalmdach, schöne Proportionen, unwesentliche Bauveränderungen, großes Wasserhaus mit Tonnengewölbe, Schlussstein am danebenliegenden, ehemaligen Mühlengebäude datiert 1734, eventuell Bauzeit, Kehlbalkendachstuhl mit doppelt stehendem Stuhl, Aufschieblinge, schmaler Kammergang im ersten Obergeschoss. | 09236101 |
| Direkt Bild zu diesem Denkmal hochladen | Wohnstallhaus, Scheune und zwei Seitengebäude eines Vierseithofes sowie Reste der Hofpflasterung und Torbogen | Talstraße 22 (Karte)           | vor 1800                            | Baugeschichtlich, sozialgeschichtlich und wirtschaftsgeschichtlich von Bedeutung. Fachwerkbauten, geschlossen erhaltener Bauernhof der Barockzeit, - Scheune: 1747, guter Originalbestand, Fachwerk verbrettert, teilweise nur mit Ausstakung ohne Lehm zur Lüftung, halber Krüppelwalm, Datierung am Balken des Tores, - Erstes Seitengebäude: 1718, Fachwerk-Obergeschoss, Türen im Obergeschoss, Erdgeschoss massiv, Ställe, Porphyrgewände, Krüppelwalmdach, am Riegel über Fenster datiert, - Zweites Seitengebäude: Fachwerk-Obergeschoss, Krüppelwalmdach, um 1750, Erdgeschoss massiv, vermutlich unterfahren, - Wohnhaus: Ein Stichbogenportal und Schlussstein, vor 1800, Fachwerk-Obergeschoss verkleidet, Sattel- bzw. Krüppelwalmdach, alle mit originalen Gauben, an Scheune Tür mit aufgedoppelten Brettern. | 09236100 |
| Direkt Bild zu diesem Denkmal hochladen | Seitengebäude eines Vierseithofes sowie Reste der Hofpflasterung und Torbogen                                 | Talstraße 29 (Karte)           | vor 1800                            | Baugeschichtlich und wirtschaftsgeschichtlich von Bedeutung, zeit- und landschaftstypischer Fachwerkbau in gutem Originalzustand. Zeit- und landschaftstypischer Fachwerkbau in gutem Originalzustand. Vermutlich vor 1800 errichtet (Schätzung anhand des Baubefundes). Auf längsrechteckigem Grundriss errichtetes Wirtschaftsgebäude mit massivem Erdgeschoss, Fachwerkobergeschoss und Krüppelwalmdach. Das Erdgeschoss wurde vermutlich nachträglich massiv unterfahren. Blattsassen am Rähm des Erdgeschosses lassen vermuten, dass auch das Erdgeschoss dieses Gebäudes ursprünglich in Fachwerkbauweise errichtet wurde. Das Fachwerk des Obergeschosses ist unregelmäßig ausgebildet. Alle Holzverbindungen wurden durch Zapfung hergestellt. In der Mitte der Hoftraufseite befindet sich im Obergeschoss eine schmale Holztür, die das Bergen des Erntegutes erleichterte. Das Krüppelwalmdach ist in altdeutscher Schieferdeckung gedeckt. Das Obergeschoss des Gebäudes springt hofseitig vor und bildet somit einen Erdgeschosslaubengang. Diese dem Wetterschutz dienende Konstruktion ist landschaftstypisch, allerdings in diesem Landschaftsraum heute nur noch vereinzelt anzutreffen. Am Gebäude wurden unwesentliche Bauveränderungen vorgenommen, die der besseren Nutzung des Gebäudes dienen, hierzu zählt der Garageneinbau im Erdgeschoss mit hofseitigen Holztoren. Unmittelbar vor diesem Gebäude blieben Reste der ursprünglichen Hofpflasterung erhalten, die gemeinsam mit dem beschriebenen Wirtschaftsgebäude an das ursprüngliche Erscheinungsbild der Hofanlage erinnern. Historische Hofpflasterung blieben nur vereinzelt erhalten, so dass auch Restpflasterungen schützenswert sind. Der Denkmalwert des Seitengebäudes und des Restes der Hofpflasterung ergibt sich somit aus ihrer wissenschaftlichen Bedeutung als zeittypische Teile einer mitteldeutschen Hofanlage sowie aus der heutigen Seltenheit des beschriebenen Laubenganges und der Hofpflasterung. (LfD/1995). Seitengebäude: Erdgeschoss massiv, guter Originalbestand, Blattsassen, vorkragendes Obergeschoss, Fachwerk, Tür im Obergeschoss, Krüppelwalmdach. | 09236099 |
| Direkt Bild zu diesem Denkmal hochladen | Wohnstallhaus eines Bauernhofes                                                                               | Wehrsteig 1 (Karte)            | vor 1800                            | Baugeschichtlich und wirtschaftsgeschichtlich von Bedeutung. Fachwerkbau, wichtig für Ortsbild, Satteldach, Fachwerk-Obergeschoss, Erdgeschoss massiv, ein zu großes Fenster, Türportal verändert, Hoftraufseite Fachwerk, teilweise massiv ersetzt, wichtig für Ortsbild. | 09236102 |

## Grumbach
| Bild                                    | Bezeichnung                                                        | Lage                          | Datierung                 | Beschreibung | ID       |
| --------------------------------------- | ------------------------------------------------------------------ | ----------------------------- | ------------------------- | --- | -------- |
|                                         | Kirche mit Ausstattung sowie Kirchhof mit Einfriedung              | Am Kiefernberg (Karte)        | 1816–1817                 | Baugeschichtlich, ortsgeschichtlich und ortsbildprägend von Bedeutung. Klassizistische Saalkirche, Emporensaal mit dreiseitigem Ostabschluss, wertvolle Ausstattung: Kruzifix von Peter Breuer. | 09236030 |
| Direkt Bild zu diesem Denkmal hochladen | Seitengebäude eines Dreiseithofes                                  | Am Kiefernberg 5 (Karte)      | 2. Hälfte 18. Jahrhundert | Baugeschichtlich von Bedeutung. Fachwerkobergeschoss mit seltener Oberlaube, Oberlaube in Hausflucht, Erdgeschoss massiv, Fachwerk-Obergeschoss, neben Oberlaube Kammern angeordnet, so dass Oberlaube nur Teil des Obergeschosses bildet, zehnbogige Oberlaube mit gezapften Knaggen, Krüppelwalmdach, Erdgeschoss massiv, Stall, Garageneinbauten, Giebel massiv, sehr guter Originalzustand. | 09236024 |
| Direkt Bild zu diesem Denkmal hochladen | Zwei Seitengebäude und Scheune eines Vierseithofes                 | Am Kiefernberg 8 (Karte)      | um 1864                   | Baugeschichtlich und wirtschaftsgeschichtlich von Bedeutung. Fachwerkbauten, ein Seitengebäude mit Kumthalle, alles Satteldächer, - Scheune: Fachwerk mit Fachwerkdrempel, um 1864, - Zweites Seitengebäude: Angebaut, Durchfahrt, Türen im Obergeschoss, Giebel massiv, Satteldach, Erdgeschoss massiv, Kuhstall, um 1916, - Erstes Seitengebäude: Um 1905, Pferdestall mit einbogiger Kumthalle, Fachwerk-Obergeschoss, Erdgeschoss massiv und ein Giebel massiv Satteldach.                                                                                       | 09236025 |
| Direkt Bild zu diesem Denkmal hochladen | Seitengebäude, Scheune und Torbogen eines Vierseithofes            | Am Kiefernberg 14 (Karte)     | um 1800                   | Baugeschichtlich und wirtschaftsgeschichtlich von Bedeutung. Fachwerkbauten, - Torbogen: Bezeichnet „1868“, - Seitengebäude: Pferdestall und Auszüglerwohnung, Fachwerk-Obergeschoss, Erdgeschoss massiv, zweibogiger Kumthalle, Dachhecht, Krüppelwalmdach, um 1800, sehr guter Originalzustand, - Scheune: Vor 1800, Fachwerk, Giebel massiv, Krüppelwalmdach. | 09236026 |
| Direkt Bild zu diesem Denkmal hochladen | Wohnstallhaus, zwei Seitengebäude und Torbogen eines Vierseithofes | Am Kiefernberg 25 (Karte)     | um 1750                   | Baugeschichtlich, sozialgeschichtlich und wirtschaftsgeschichtlich von Bedeutung. - Wohnhaus Fachwerkbau mit teilweise vorkragender Schwelle, ursprünglich mit Inschrift am Wohnhaus, um 1750, teilweise vorkragende Schwelle, abgefast, Erdgeschoss massiv, Krüppelwalmdach, - Seitengebäude: Satteldach, Fachwerk-Obergeschoss, Erdgeschoss massiv, Remise, Satteldach überkragend, Eckstreben, um 1800, - Zweites Seitengebäude: um 1800, Erdgeschoss massiv, Fachwerk-Obergeschoss, Satteldach, Wohnhaus zu große Fenster im Erdgeschoss, Giebel verschiefert.   | 09236028 |
| Direkt Bild zu diesem Denkmal hochladen | Seitengebäude eines Vierseithofes                                  | Am Kiefernberg 27 (Karte)     | um 1800                   | Baugeschichtlich von Bedeutung. Mit Fachwerkobergeschoss, straßenseitiges Seitengebäude: Giebel massiv, Erdgeschoss massiv, Satteldach. | 09236029 |
| Direkt Bild zu diesem Denkmal hochladen | Scheune und Seitengebäude eines Vierseithofes und Torbogen         | Am Kiefernberg 28; 29 (Karte) | um 1950                   | Baugeschichtlich und wirtschaftsgeschichtlich von Bedeutung. Beide Gebäude mit Fachwerkobergeschoss, im Heimatstil des 20. Jahrhunderts, beide: Fachwerk-Obergeschoss, Erdgeschoss massiv, Krüppelwalmdach, um 1950 davon das eine Gebäude, beide aneinandergebaut, das zweite Gebäude um 1924, Torbogen: Inschrift 1933: „Deutsches Haus Deutsches Land Schirm Dich Gott mit starker Hand“. | 09236027 |
| Direkt Bild zu diesem Denkmal hochladen | Wohnstallhaus und Seitengebäude eines Vierseithofes                | Am Kiefernberg 40 (Karte)     | vor 1800                  | Baugeschichtlich und wirtschaftsgeschichtlich von Bedeutung. Fachwerkbauten, Seitengebäude mit strebenreichem Fachwerk, guter Originalzustand, heute (1994) Getränkehandel, - Seitengebäude: Vor 1800, Fachwerk-Obergeschoss strebenreich, großes Schiebetor, Erdgeschoss massiv, Krüppelwalmdach, - Wohnstallhaus: Stubenbereich Fachwerk erhalten, Bruchsteinsockel, Fachwerkständer, Sohlbank und Holzstock an Fenstern, Fachwerk-Obergeschoss mit Eckstreben, Tür- und Fenstergewände erhalten, weit überkragendes Dach, guter Originalzustand, Krüppelwalmdach. | 09236032 |
| Direkt Bild zu diesem Denkmal hochladen | Seitengebäude eines Häusleranwesen                                 | Am Kiefernberg 49 (Karte)     | vor 1800                  | Baugeschichtlich und sozialgeschichtlich von Bedeutung. Fachwerkbau, Fachwerk-Obergeschoss, strebenreich, Krüppelwalmdach, Erdgeschoss vermutlich massiv, kleiner Holzstock an Tür. | 09236033 |
| Direkt Bild zu diesem Denkmal hochladen | Wohnstallhaus und Seitengebäude eines Vierseithofes                | Am Kiefernberg 50 (Karte)     | 2. Hälfte 18. Jahrhundert | Baugeschichtlich und wirtschaftsgeschichtlich von Bedeutung. Fachwerkbauten, Seitengebäude mit strebenreichem Fachwerk, Wohnhaus mit schönem Türportal, - Seitengebäude: Fachwerk-Obergeschoss, strebenreich, Schiebefenster, Erdgeschoss massiv, Garageneinbau, vorkragendes Satteldach, Giebel verbrettert, 2. Hälfte 18. Jahrhundert, - Wohnhaus: Türportale und Fenstergewände original, Erdgeschoss massiv, Fachwerk-Obergeschoss verkleidet, teilweise verschiefert, Krüppelwalmdach, Giebel verschiefert, Fenstergewände mit zweifacher Hohlkehle.            | 09236034 |

## Langenberg
| Bild                                    | Bezeichnung                                                                                   | Lage                             | Datierung                 | Beschreibung | ID       |
| --------------------------------------- | --------------------------------------------------------------------------------------------- | -------------------------------- | ------------------------- | --- | -------- |
| Direkt Bild zu diesem Denkmal hochladen | Häuslerhaus                                                                                   | Hohensteiner Straße 51 (Karte)   | 2. Hälfte 18. Jahrhundert | Baugeschichtlich und sozialgeschichtlich von Bedeutung. Strebenreiches Fachwerkobergeschoss, Fachwerk-Obergeschoss strebenreich, Schwelle leicht vorkragend, gefast, Satteldach, ein Giebel massiv, Fensterläden im Erdgeschoss, Tür mit Klinkern eingefasst, Tür im Obergeschoss, Traufseite verputzt. | 09235882 |
| Direkt Bild zu diesem Denkmal hochladen | Wohnstallhaus, Seitengebäude (Torhaus), zweites Seitengebäude und Scheune eines Vierseithofes | Hohensteiner Straße 62 (Karte)   | um 1800                   | Baugeschichtlich, sozialgeschichtlich und wirtschaftsgeschichtlich von Bedeutung. Geschlossen erhaltener Bauernhof in Fachwerkbauweise, wichtig für Ortsbild, guter Originalzustand der Außenansicht, - Wohnhaus: Fachwerk-Obergeschoss aufgedoppelt, Erdgeschoss massiv, Satteldach, Torhaus, - Seitengebäude und Scheune: Fachwerk-Obergeschoss teilweise verbrettert, teilweise verschiefert, Erdgeschoss massiv, Außenansicht des Hofes geschlossen und wichtig für Ortsbild, guter Originalzustand der Außenansicht, Hofansichten leicht modernisiert und verändert, Denkmal wegen Außenansicht und Geschlossenheit der Hofanlage. | 09235883 |
| Direkt Bild zu diesem Denkmal hochladen | Häuslerhaus                                                                                   | Hohensteiner Straße 86 (Karte)   | vor 1800                  | Baugeschichtlich und sozialgeschichtlich von Bedeutung. Fachwerkbau, guter Originalzustand, wichtig für Ortsbild, Fachwerk-Obergeschoss, Erdgeschoss massiv, vermutlich unterfahren, ein Giebel verputzt, Giebeldreieck verbrettert mit Wetterschräge, Satteldach, guter Originalzustand, wichtig für Ortsbild, Bauvernachlässigung. | 09235888 |
| Direkt Bild zu diesem Denkmal hochladen | Wohnstallhaus eines ehemaligen Bauernhofes                                                    | Meinsdorfer Straße 13 (Karte)    | um 1800                   | Baugeschichtlich von Bedeutung. Fachwerkbau, wichtig für Ortsbild, Fachwerk-Obergeschoss, Erdgeschoss massiv, Satteldach, Obergeschoss verschiefert, guter Originalzustand, wichtig für Ortsbild, bildet einen Bauernhof mit Feldstraße 2b (Flstk. 108/2). | 09235889 |
| Weitere Bilder                          | Kirche mit Ausstattung sowie Kirchhof mit Kirchhofsmauer                                      | Thomas-Müntzer-Weg (Karte)       | 1848                      | Baugeschichtlich, ortsgeschichtlich und ortsbildprägend von Bedeutung. Schlichter Saalbau von 1848, im Inneren Schnitzaltar (um 1520) und Epitaph (1774), Altar: im Schrein Darstellung Anna Selbdritt, vermutlich Altenburger Werkstatt, Epitaph: Chr. E. Engert, Bildnis des Verstorbenen mit ornamental geschnitzter Rahmung. | 09235886 |
| Direkt Bild zu diesem Denkmal hochladen | Pfarrhaus (mit rückwärtigem Anbau)                                                            | Thomas-Müntzer-Weg 6 (Karte)     | bezeichnet 1862           | Baugeschichtlich und ortsgeschichtlich von Bedeutung, guter Originalzustand, wissenschaftlichen Wert als zeittypischer, architektonisch qualitätvoll gestalteter kirchlicher Verwaltungsbau, Massivbau von klassizistischer Wirkung, städtebaulich wichtig in unmittelbarer Kirchennähe. 1862 im Stil der Zeit erbautes Pfarrhaus in gutem Originalzustand, zweigeschossiger verputzter Ziegelbau auf längsrechteckigem Grundriss mit flach geneigtem Satteldach. An der hinteren Traufseite axial angebautes Treppenhaus mit Satteldachabschluss. Daran schließt ein eingeschossiger Anbau mit Drempelgeschoss und Satteldach an, der vermutlich nachträglich angefügt wurde. Die Fassaden des Pfarrhauses sind gegliedert durch ein umlaufendes Gurtgesims, dass die Sohlbänke der Obergeschossfenster einbindet, durch Porphyrfenstergewände und das ebenfalls aus Porphyr hergestellte Türportal aus der Erbauungszeit. Das Kranzgesims des Treppenhaustraktes wurde durch einen Zahnschnittfries verziert. Der Hauseingang des Pfarrhauses befindet sich an der Straßentraufseite, die die Schauseite des Gebäudes ist. Das über diesem Eingang angeordnete Fenster im Obergeschoss wurde gestalterisch hervorgehoben durch eine waagerechte Fensterverdachung, bezeichnet mit „1862“, der Erbauungszeit des Pfarrhauses. Die durch ein schönes schmiedeeisernes Gitter verzierte zweiflügelige Haustür entstammt vermutlich der Erbauungszeit. Die originalen Fenster blieben nur teilweise erhalten, sie wurden größtenteils durch in ihrer Gestaltung den Ursprungsfenstern angepasste Fenster ersetzt. Auch der Putz des Gebäudes gehört vermutlich zu seinem Originalbestand. Das äußere Erscheinungsbild des Pfarrhauses blieb demzufolge im Wesentlichen unverändert erhalten. Auch im Inneren des Gebäudes ist ein guter originaler Bestand anzutreffen gewesen. So blieben die ursprüngliche Raumstruktur, die Kelleranlage und die Dachkonstruktion gewahrt. Das Gebäude wurde vollständig unterkellert, die Räume sind durch ein auf Gurtbögen lagerndes preußisches Kappengewölbe überwölbt. Im Bereich der Treppe steht ein Granitwassertrog, der ursprünglich der Wasserversorgung des Hauses diente. Die Treppenanlage wurde im Erdgeschoss erneuert. Im Obergeschoss blieben die Porphyrstufen erhalten. Die Zimmertüren und die Zwischentür im Erdgeschoss wurden vermutlich nach 1900 durch modernere Türen ersetzt, wie ihre Beschläge vermuten lassen. Das Dach wurde als Kehlbalkendach ausgebildet. Das Pfarrhaus steht zurückgesetzt in einem Garten, der an der Straßenseite ursprünglich als Lustgarten und an der Hofseite als Obstgarten angelegt war. In unmittelbarer Nähe befindet sich die nur wenige Jahre vor dem Pfarrhaus errichtete Dorfkirche, umgeben von den Mauern des Friedhofes. Beide bilden ein wichtiges Bauensemble des Dorfes Langenberg. Der Denkmalwert des Pfarrhauses ergibt sich somit aus seinem geschichtlichen Wert als zeittypischer, architektonisch qualitätvoll gestalteter kirchlicher Verwaltungsbau in sehr gutem Originalzustand (wie oben beschrieben), aus seiner ortsgeschichtlichen Bedeutung als Bestandteil des geistig-kulturellen Zentrums der Gemeinde Langenberg, bestehend aus Dorfkirche, Dorfschule und Pfarrhaus, und aus seiner städtebaulichen Bedeutung bedingt durch die beschriebene Ensemblewirkung. (LfD/1995). | 09235884 |
|                                         | Seitengebäude eines Vierseithofes                                                             | Thomas-Müntzer-Weg 8 (Karte)     | 1820                      | Baugeschichtlich und wirtschaftsgeschichtlich von Bedeutung. Mit Fachwerkobergeschoss, wichtig für Ortsbild durch Blickbeziehung von Kirche, guter Originalzustand, Fachwerk-Obergeschoss verbrettert, schöner Giebel, Erdgeschoss massiv, Krüppelwalmdach, Gusssäule im Erdgeschoss auf Hofseite, eventuell ehemaliger Pferdestall, Garageneinbau im Erdgeschoss, wichtig für Ortsbild durch Blickbeziehung von Kirche, guter Originalzustand. | 09235885 |
| Direkt Bild zu diesem Denkmal hochladen | Häuslerhaus                                                                                   | Zur Langenberger Höhe 1 (Karte)  | um 1800                   | Baugeschichtlich und sozialgeschichtlich von Bedeutung. Fachwerkhaus, landschaftstypisches original erhaltenes Häuslerhaus mit Bedeutung für das Ortsbild und wissenschaftlichem Wert, Fachwerk-Obergeschoss, teilweise verschiefert oder verputzt, Erdgeschoss massiv, Satteldach, traufseitiger Waschhausanbau und giebelseitiger Schuppenanbau, Türportal und Fenstergliederung erhalten, guter Originalzustand, wichtig für Ortsbild. | 09235890 |
| Direkt Bild zu diesem Denkmal hochladen | Wohnstallhaus eines Vierseithofes                                                             | Zur Langenberger Höhe 19 (Karte) | vor 1800                  | Baugeschichtlich von Bedeutung. Strebenreiches Fachwerkobergeschoss, strebenreiches Fachwerk-Obergeschoss, Erdgeschoss massiv, wahrscheinlich profilierte Schwelle, guter Originalzustand. | 09235891 |
| Direkt Bild zu diesem Denkmal hochladen | Häuslerhaus                                                                                   | Zur Langenberger Höhe 21 (Karte) | um 1850                   | Baugeschichtlich und sozialgeschichtlich von Bedeutung. Fachwerkhaus, Giebel mit Schieferornament blau und weiß, qualitätvolle Architektur, wichtig für Ortsbild, erhaltenes Türportal, Fachwerk-Obergeschoss verbrettert oder verschiefert, Giebel mit Schieferornament blau und weiß, Satteldach, Erdgeschoss massiv, traufseitiger Anbau, dadurch Frackdach, sehr guter Originalzustand, qualitätvolle Architektur, wichtig für Ortsbild, erhaltenes Türportal. | 09235892 |
| Direkt Bild zu diesem Denkmal hochladen | Wohnstallhaus, zwei Seitengebäude und Scheune eines Vierseithofes                             | Zur Langenberger Höhe 27 (Karte) | um 1800                   | Baugeschichtlich, sozialgeschichtlich und wirtschaftsgeschichtlich von Bedeutung. Fachwerkbauten, geschlossener und gut erhaltener Hof, Wohnhaus mit verschiefertem Giebel, - Wohnhaus: Fachwerk-Obergeschoss, Eckstreben, steiles Krüppelwalmdach, Erdgeschoss massiv, um 1800, - Seitengebäude straßenseitig: Fachwerk-Obergeschoss, strebenreich, teilweise verbrettert, Erdgeschoss massiv, weit vorkragendes Satteldach, 2. Hälfte 18. Jahrhundert, - Scheune: Fachwerk-Obergeschoss, Erdgeschoss massiv, zweigeschossig, massiver Giebel, Obergeschoss verbrettert, Satteldach, vermutlich 19. Jahrhundert, - Zweites Seitengebäude: Erdgeschoss massiv, Fachwerk-Obergeschoss teilweise verbrettert oder verschiefert, guter Originalzustand, Schiebetür, Satteldach, 19. Jahrhundert, | 09235893 |
| Direkt Bild zu diesem Denkmal hochladen | Zwei Seitengebäude eines ehemaligen Vierseithofes                                             | Zur Langenberger Höhe 31 (Karte) | 1822 laut Auskunft        | Baugeschichtlich und wirtschaftsgeschichtlich von Bedeutung. Fachwerkbauten, darunter prachtvolles, gut erhaltenes Fachwerkhaus, - Erstes Seitengebäude: Prachtvolles, gut erhaltenes Fachwerkhaus, Erdgeschoss massiv, Fachwerk-Obergeschoss, Giebel massiv, Tür im Obergeschoss, Heuaufzug, 1822, Obergeschoss leicht vorkragend, ehemals Pferdestall, - Zweites Seitengebäude: Vermutlich teilweise massiv, Fachwerk-Obergeschoss verputzt, Satteldach, ursprünglich Durchfahrt, Satteldach, (Datierung erstes Seitengebäude laut mündlicher Information). | 09235894 |
| Direkt Bild zu diesem Denkmal hochladen | Seitengebäude (Torhaus) und zwei Scheunen eines Vierseithofes                                 | Zur Langenberger Höhe 37 (Karte) | vor 1800 (alte Scheune)   | Baugeschichtlich und wirtschaftsgeschichtlich von Bedeutung. Fachwerkbauten, guter Originalzustand, wichtig für Ortsbild, - Erstes Seitengebäude: Torhaus, 1811, Fachwerk-Obergeschoss, Türportal mit Stichbogen, Erdgeschoss massiv, Pferdestall mit Kreuzgewölben, Fachwerk-Obergeschoss strebenreich, vorkragend mit abgerundeten Balkenköpfen, Krüppelwalmdach, - Erste Scheune: Verlängert, älterer Teil Fachwerk mit massivem Sockel, dort Schweine- und Ziegenstall eingeordnet, über diesen Ställen starke Bohlen, die außen sichtbar sind, Innenraum reicht teilweise bis zum Dachgeschoss, vermutlich vor 1800, - Zweite Scheune: An ältere angebaut, Fachwerk-Obergeschoss verbrettert, Erdgeschoss massiv, Satteldach, um 1920, guter Originalzustand, wichtig für Ortsbild. | 09235895 |

## Langenchursdorf
| Bild                                    | Bezeichnung | Lage                             | Datierung                                                  | Beschreibung | ID         |
| --------------------------------------- | --- | -------------------------------- | ---------------------------------------------------------- | --- | ---------- |
| Direkt Bild zu diesem Denkmal hochladen | Wohnstallhaus, Scheune und Seitengebäude eines Vierseithofes                                                    | An der Schäferei 5 (Karte)       | um 1800                                                    | Baugeschichtlich, sozialgeschichtlich und wirtschaftsgeschichtlich von Bedeutung. Fachwerkbauten, sehr guter Originalbestand, - Wohnhaus: Fachwerk-Obergeschoss verkleidet, Erdgeschoss massiv und leicht verändert, - Seitengebäude: Guter Originalbestand, Schiebefenster, Obergeschoss vorkragend, Erdgeschoss massiv, hölzerne Türstöcke, Satteldach, Fachwerk-Obergeschoss verkleidet, ebenfalls um 1800, - Scheune: Vor 1800, Fachwerk, steiles, hohes Satteldach, teilweise beschädigt, sehr guter Originalbestand. | 09236093   |
| Direkt Bild zu diesem Denkmal hochladen | Wohnstallhaus und Seitengebäude eines Vierseithofes                                                             | An der Schäferei 15 (Karte)      | 1756                                                       | Baugeschichtlich und wirtschaftsgeschichtlich von Bedeutung. Barocke Fachwerkbauten, sehr guter Originalzustand, - Wohnhaus: 1756, Fachwerk-Obergeschoss, teilweise zu große Fenster, breiter Schwellenkranz, Erdgeschoss massiv, verändert, steiles Satteldach mit Brandschaden aus Zeit um 1900, - Seitengebäude: Straßenseitig, Fachwerk-Obergeschoss, gleiche Bauzeit, Tür im Obergeschoss, Satteldach, Erdgeschoss massiv, sehr guter Originalzustand, Schiebefenster und originaler Schiefer. | 09236092   |
| Direkt Bild zu diesem Denkmal hochladen | Wohnstallhaus und Seitengebäude eines ehemaligen Vierseithofes                                                  | Bräunsdorfer Straße 1 (Karte)    | um 1850                                                    | Baugeschichtlich von Bedeutung, ortsbildprägende Wirkung auch durch Schieferverkleidung, straßenseitige Seitengebäude guter Originalbestand. Ortsbildprägende Wirkung, Wohnhaus modernisiert und vor allem hofseitig modernisiert, wichtig für die Komplettierung des Bauensembles, Straßenwirkung geschlossen, vor allem auch durch Schieferverkleidung. | 09236148   |
| Direkt Bild zu diesem Denkmal hochladen | Wegestein | Goldene Aue (Karte)              | 1855                                                       | Verkehrsgeschichtlich von Bedeutung. Wegstundenangaben nach Langenchursdorf, Grumbach, aufgearbeitet 1981, ursprünglicher Standort: Callenberger Straße, Weg nach Waldenburg. | 09236049   |
| Direkt Bild zu diesem Denkmal hochladen | Scheune eines Dreiseithofes                                                                                     | Goldene Aue 16 (Karte)           | um 1800                                                    | Wirtschaftsgeschichtlich von Bedeutung. Fachwerkbau, wichtig für Ortsbild, guter Originalzustand, Fachwerk und Fachwerkdrempel, Satteldach, Garageneinbau. | 09236050   |
| Direkt Bild zu diesem Denkmal hochladen | Zwei Seitengebäude eines Vierseithofes                                                                          | Goldene Aue 19 (Karte)           | vor 1800 und um 1800                                       | Bau- und wirtschaftsgeschichtlich von Bedeutung. Zum Teil strebenreiches Fachwerk, - Erstes Seitengebäude: Vor 1800, Krüppelwalmdach, Erdgeschoss massiv, Fachwerk-Obergeschoss, strebenreich, Teil Gebäude verkleidet, - Zweites Seitengebäude: Erdgeschoss Stall, Fachwerk-Obergeschoss, Eckstreben, Frackdach, Giebel massiv, um 1800. | 09236051   |
| Direkt Bild zu diesem Denkmal hochladen | Häuslerhaus | Holzhäuserstraße 4 (Karte)       | um 1800                                                    | Baugeschichtlich und sozialgeschichtlich von Bedeutung. Mit Fachwerkobergeschoss, schöne Haustür, Fachwerk-Obergeschoss teilweise verkleidet, Erdgeschoss massiv, Satteldach, sehr schöne Haustür. | 09236055   |
| Direkt Bild zu diesem Denkmal hochladen | Wohnstallhaus und Scheune eines Vierseithofes                                                                   | Holzhäuserstraße 12 (Karte)      | vor 1800                                                   | Baugeschichtlich und wirtschaftsgeschichtlich von Bedeutung. Wohnhaus mit strebenreichem Fachwerk, Fachwerkscheune, - Wohnhaus: Vor 1800, Fachwerk-Obergeschoss strebenreich, Tür im Obergeschoss, Erdgeschoss massiv, Satteldach, Giebel verbrettert, guter Originalzustand, - Scheune: Fachwerk, Satteldach, nicht besichtigt, guter Originalzustand, eine Seite verbrettert, schlechter Erhaltungszustand. | 09236054   |
| Direkt Bild zu diesem Denkmal hochladen | Häuslerhaus | Holzhäuserstraße 15 (Karte)      | 1720                                                       | Baugeschichtlich von Bedeutung. Wohnstallhaus mit altertümlicher Fachwerkkonstruktion (K-Streben, Thüringer-Leiter-Fachwerk, Kopfstreben), geblattete Kopfbänder, Leiterbrüstung im Fachwerk-Obergeschoss, K-Streben, Satteldach, leicht vorkragendes Obergeschoss, Erdgeschoss massiv und verändert. | 09236053   |
| Direkt Bild zu diesem Denkmal hochladen | Wohnstallhaus, Stallgebäude und Scheune eines Bauernhofes sowie Hofpflasterung                                  | Im Grünen Winkel 3 (Karte)       | 2. Hälfte 18. Jahrhundert                                  | Baugeschichtlich, sozialgeschichtlich und wirtschaftsgeschichtlich von Bedeutung. Fachwerkbauten, zum Teil strebenreiches Fachwerk, sehr guter Originalbestand, - Wohnhaus: 2. Hälfte 18. Jahrhundert, Fachwerk-Obergeschoss strebenreich, stark vorkragendes Satteldach, Giebeldreiecke verbrettert, Erdgeschoss massiv, - Stallgebäude: Gleiche Bauzeit, Satteldach weit vorkragend, Giebeldreieck verbrettert mit Wetterschräge, Erdgeschoss massiv, Stall, Tür im Fachwerk-Obergeschoss, - Scheune: Fachwerk, größtenteils verbrettert, kleiner Teil massiv, Satteldach, sehr guter Originalbestand. | 09236082   |
| Direkt Bild zu diesem Denkmal hochladen | Wohnstallhaus und zwei Seitengebäude eines Vierseithofes                                                        | Im Grünen Winkel 8 (Karte)       | bezeichnet 1777                                            | Baugeschichtlich, sozialgeschichtlich und wirtschaftsgeschichtlich von Bedeutung. Wohnhaus mit engstieligem Fachwerkobergeschoss, Ensemble barocker Fachwerkbauten, alle sehr guter Originalzustand, - Wohnhaus: Inschrift: „Der Herr behüte dieses Haus alle die da gehen ein und auß Samuel Fedler Bauherr, Johann Samuel Hardig Baumeister den 14. Juni Anno 1777“, engstieliges Fachwerkobergeschoss, strebenreich, Teil verändert, Erdgeschoss massiv, Krüppelwalmdach weit überkragend, - Stallgebäude: Fachwerk-Obergeschoss, Tür im Obergeschoss, strebenreiches, engstieliges Fachwerk, Satteldach weit vorkragend, Erdgeschoss massiv, gleiche Bauzeit, - Zweites Seitengebäude: Heuaufzug, Durchfahrt, Erdgeschoss massiv, Fachwerk-Obergeschoss mit Schiebefenstern, um 1800, alle sehr guter Originalzustand, zweites Seitengebäude traufseitig erweitert und verändert, Der südliche Bau ist neu und kein Denkmal. | 09236086   |
| Direkt Bild zu diesem Denkmal hochladen | Wohnstallhaus, Scheune und Seitengebäude eines Vierseithofes                                                    | Im Grünen Winkel 9 (Karte)       | bezeichnet 1763                                            | Baugeschichtlich, sozialgeschichtlich und wirtschaftsgeschichtlich von Bedeutung. Wohnhaus mit strebenreichem Fachwerkobergeschoss, Ensemble barocker Fachwerkbauten, - Wohnhaus: 1763, strebenreiches Fachwerk-Obergeschoss, Erdgeschoss massiv, Bruchstein, Satteldach, - Scheune: Fachwerk, teilweise massiv ergänzt, verbrettert, Keller, Giebeldreieck verkleidet, Wetterschräge, Satteldach mit Schiefer, - Seitengebäude: Stall, Garageneinbauten, Fachwerk-Obergeschoss, Schiebefenster, zwei Türen im Obergeschoss, strebenreiches Fachwerk, Satteldach weit vorkragend, vor 1800, Inschrift am Wohnhaus: „Das Haus ist mein und doch nicht mein der vor mir war dachte auch es war sein 98 ist er raus und ich bin rein nach meinem Tod wird es auch so sein“. | 09236087   |
| Direkt Bild zu diesem Denkmal hochladen | Zwei Seitengebäude des Sägewerkes, eventuell ehemalige Sägemühle                                                | Reichenbacher Weg 3 (Karte)      | um 1800                                                    | Baugeschichtlich von Bedeutung. Mit Fachwerkobergeschoss, - Erstes Seitengebäude: Fachwerk-Obergeschoss, zweibogige Kumthalle, Erdgeschoss massiv, Türportal um 1820, Krüppelwalmdach, ein Giebel massiv, sehr guter Originalbestand, um 1800, - Zweites Seitengebäude: Zweibogige Kumthalle, ursprünglich Pferdestall, Fachwerk-Obergeschoss, Bergeraum, Krüppelwalmdach, beide in gutem Originalzustand, ungenutzt, schlechter Erhaltungszustand. | 09236094   |
| Direkt Bild zu diesem Denkmal hochladen | Feierhalle auf dem neuen Dorffriedhof                                                                           | Schulstraße (Karte)              | um 1870                                                    | Baugeschichtlich von Bedeutung. Gebäude im Stil zwischen Klassizismus und Historismus, kleiner Rechteckbau mit Portikus und Medaillons mit Engeldarstellungen in den Zwickeln, kleiner Rechteckbau mit Säulenportikus, dreijochig, Säulen und Bögen Porphyrtuff, in Zwickeln Medaillons mit Engeldarstellungen, Kranzgesims mit Konsolfries, zwei rundbogige Eingangstüren mit sprossierten Oberlichtern (strahlenförmig), flachgeneigtes Satteldach. | 09235547   |
| Direkt Bild zu diesem Denkmal hochladen | Häuslerhaus | Schulstraße 7 (Karte)            | um 1800                                                    | Baugeschichtlich und sozialgeschichtlich von Bedeutung. Fachwerkbau, Fachwerk-Obergeschoss verschiefert, Erdgeschoss massiv, Satteldach weit vorkragend. | 09236071   |
| Direkt Bild zu diesem Denkmal hochladen | Wohnstallhaus, zwei Seitengebäude und Scheune eines Vierseithofes                                               | Schulstraße 16 (Karte)           | 1. Hälfte 19. Jahrhundert                                  | Baugeschichtlich, sozialgeschichtlich und wirtschaftsgeschichtlich von Bedeutung. Fachwerkbauten, vermutlich guter Originalzustand, Wohnhaus teilweise modernisiert, alle Fachwerk-Obergeschoss, Wohnhaus und ein Seitengebäude Krüppelwalmdach, andere Gebäude Satteldach. | 09236070   |
| Weitere Bilder                          | Diakonat, ehemals alte Kirchschule                                                                              | Schulstraße 19 (Karte)           | 1809                                                       | Baugeschichtlich und ortsgeschichtlich von Bedeutung. Mit Fachwerkobergeschoss und Segmentbogenportal, Fachwerk-Obergeschoss, verschiefert, Erdgeschoss massiv, Stichbogenportal, Schlussstein bezeichnet, Türportal vergrößert, Fenstergewände mit einer Hohlkehle, Krüppelwalmdach, bis 1895 Kirchschule. | 09236066   |
| Weitere Bilder                          | Kirche mit Ausstattung sowie umgebender Alter Gottesacker mit Denkmal für die Gefallenen des Ersten Weltkrieges | Schulstraße 19a (Karte)          | nach 1918 (Kriegerdenkmal)                                 | Baugeschichtlich, ortsgeschichtlich und ortsbildprägend von Bedeutung. Barocke Saalkirche mit mittelalterlichem Chor zwei Schnitzaltäre, um 1480, Kanzel, 17. Jahrhundert und Taufe, um 1580, Gedenktafel für die Gefallenen des Deutsch-Französischen Krieges (außen), Flügelaltar (1500 datiert) der Werkstatt Jakob Naumann aus Altenburg (aufgrund stilistischer Untersuchungen), Kaspar Lerer eventuell Stifter, Maria und Kind, Barbara, Katharina in den Flügeln, Kirche einschiffig mit eingezogenem querrechteckigem Chorjoch, halbrund anschließend große Apsis, urkundlich belegt von 1202 – am Scheitel Apsis Widderkopf, flach gestreckt auch Chorquadrat, eingeschossige Emporen an Nord-, Süd- und Westwand, Orgel auf Orgelempore mit gut verziertem Prospekt, Orgelbauer Baermig, 1869 Werdau, im weiteren Vorraum Treppe zu Empore, alte Fenster an Nordwand Langhaus zugesetzt, ursprünglich Schlitzform und ehemals rundbogige Fensteröffnung, heute vergrößert, über Chorraum Walmdach, auf Langhaus kräftiger polygonaler Dachreiter mit Pyramidenhelm. Südwand Langhaus altes zugesetztes rundbogiges Portal, Westseite mit abgerundeten Ecken, Türportal mit Stabwerk 19. Jahrhundert sowie Verdachung mit Verzierungen, ursprünglich um 1900 als Schwebegiebel, ebenso Tür aus dieser Zeit. | 09236067   |
| Weitere Bilder                          | Pfarrhof mit Pfarrhaus und Scheune                                                                              | Schulstraße 20 (Karte)           | 1844–45                                                    | Baugeschichtlich und ortsgeschichtlich von Bedeutung. Pfarrhaus mit Putzfassade und hübschem Türportal, - Pfarrhaus: 1844–1845 von Maurermeister Heinsius aus Waldenburg, massiv, zweigeschossig, Putzfassade, Satteldach, Türportal, Fassade modernisiert, - Scheune: Erdgeschoss teilweise massiv, aufgedoppeltes Tor mit handgeschmiedeten Nägeln, 1763, Remise, Stallteil. | 09236069   |
| Direkt Bild zu diesem Denkmal hochladen | Zwei Seitengebäude eines Vierseithofes                                                                          | Schulstraße 43 (Karte)           | vor 1800                                                   | Baugeschichtlich und wirtschaftsgeschichtlich von Bedeutung. Fachwerkbauten mit strebenreichem Fachwerk, - Erstes Seitengebäude: Garageneinbau, leicht vorkragendes Fachwerk-Obergeschoss, strebenreich, Tür im Obergeschoss, originale Fassadengliederung, Giebel verschiefert, Satteldach, - Zweites Seitengebäude: Zwei Türen im Obergeschoss, breiter Schwellenkranz, strebenreiches Fachwerk, Erdgeschoss massiv, Satteldach, Garageneinbauten. | 09236065   |
| Direkt Bild zu diesem Denkmal hochladen | Seitengebäude eines Vierseithofes                                                                               | Talstraße 36 (Karte)             | um 1800                                                    | Baugeschichtlich und wirtschaftsgeschichtlich von Bedeutung. Fachwerkbau, guter Originalbestand, Fachwerk-Obergeschoss verschiefert, Erdgeschoss massiv, Krüppelwalmdach, guter Originalbestand, straßenseitig. | 09236097   |
| Direkt Bild zu diesem Denkmal hochladen | Seitengebäude eines Vierseithofes                                                                               | Talstraße 46 (Karte)             | um 1800                                                    | Baugeschichtlich und wirtschaftsgeschichtlich von Bedeutung. Fachwerkbau, engstieliges Fachwerkobergeschoss, originales Türportal, Fachwerk-Obergeschoss, engstielig, Eckstreben, regelmäßig, beide Giebel und Erdgeschoss massiv, Garageneinbau, originales Türportal, Satteldach vorkragend, guter Erhaltungszustand. | 09236095   |
| Direkt Bild zu diesem Denkmal hochladen | Wohnstallhaus und zwei Seitengebäude eines Vierseithofes                                                        | Talstraße 47 (Karte)             | um 1700                                                    | Baugeschichtlich von Bedeutung. Sehr alte Fachwerkbauten, Wohnhaus mit stark profilierter Schwelle und doppelten Schiffchenkehlen, Brüstungsgefache mit kurzen Säulen-Leiterbrüstung, * Erstes Seitengebäude: Fachwerk-Obergeschoss, Tordurchfahrt, Erdgeschoss massiv, vermutlich unterfahren, stark profilierte Schwelle, abgefast, strebenreiches Fachwerk, Tür im Obergeschoss, leicht vorkragend, im Erdgeschoss Stein eingemauert mit Bezeichnung „1738“ und Inschrift, Satteldach leicht vorkragend, - Zweites Seitengebäude: Fachwerk-Obergeschoss, Erdgeschoss massiv, Rest hölzernen Türstocks, Remise mit Kopfstreben geblattet teilweise erhalten, im Obergeschoss geblattete Streben auf Rähm und in Schwelle gezapft, Fußstrebe gezapft, Satteldach, eine Riegelreihe, vermutlich ehemalige Tür im Obergeschoss, um 1700, - Wohnhaus: Giebel verändert, Fenstergewände mit zwei Hohlkehlen, ursprünglich vermutlich Umgebinde, stark profilierte Schwelle, Schiffchenkehlen doppelt, vorkragend, geblattete Kopfbänder, Brüstungsgefache mit kurzen Säulen-Leiterbrüstung, Satteldach vorkragend, um 1700, sehr wichtig trotz Veränderungen. | 09236096   |
| Direkt Bild zu diesem Denkmal hochladen | Scheune und Seitengebäude eines Vierseithofes                                                                   | Talstraße 60 (Karte)             | um 1900                                                    | Wirtschaftsgeschichtlich von Bedeutung. Ziegel-Scheune mit Ziergiebel, - Seitengebäude: Straßenseitig, Fachwerk-Obergeschoss teilweise verschiefert, verbrettert und verputzt, Tür im Obergeschoss, Schiebefenster, Erdgeschoss massiv, Krüppelwalmdach, um 1800, - Torbogen: Um 1900, Ziegelsteine, Putz, Deutsches Band im Traufbereich, Tor, - Scheune: Bruchsteinsockel, Ziegelmauerwerk, Putzflächen, Ziergiebel, Traufseite komplett erhalten, originale Tore, Traufgesims bestehend aus vorkragenden Ziegelreihen, diese Bauweise sehr selten in dieser Landschaft, Ziegellisenen, ursprünglich Glattputz, ockerfarben, Satteldach. | 09236091   |
| Direkt Bild zu diesem Denkmal hochladen | Zwei Seitengebäude und Torbogen eines Vierseithofes                                                             | Talstraße 64 (Karte)             | um 1800                                                    | Baugeschichtlich und wirtschaftsgeschichtlich von Bedeutung. Fachwerkbauten, - Erstes Seitengebäude: Fachwerk-Obergeschoss teilweise verbrettert, Eckstreben, Erdgeschoss massiv, teilw. verändert, Satteldach, - Zweites Seitengebäude: Fachwerk-Obergeschoss verbrettert, Heuaufzug, Satteldach bzw. Krüppelwalmdach, Erdgeschoss massiv, verändert. | 09236089 , |
| Direkt Bild zu diesem Denkmal hochladen | Häuslerhaus | Talstraße 65 (Karte)             | um 1800                                                    | Baugeschichtlich und sozialgeschichtlich von Bedeutung. Fachwerkhaus, altes Türportal, guter Originalbestand, wichtig für Ortsbild, Fachwerk-Obergeschoss, teilweise verschiefert, traufseitiger Anbau, Erdgeschoss massiv, Türportal um 1820, Satteldach, guter Originalbestand, wichtig für Ortsbild. | 09236090   |
| Direkt Bild zu diesem Denkmal hochladen | Wohnstallhaus und Seitengebäude eines Vierseithofes, ehemaliges Erbgericht                                      | Talstraße 80 (Karte)             | bezeichnet 1735 und bezeichnet 1811 (Wohnhaus)             | Orts-, bau- und wirtschaftsgeschichtlich von Bedeutung. Fachwerkbauten, Stichbogenportal mit Wappen am Seitengebäude, Torbogen und Pforte mit Schlussstein, bezeichnet, - Seitengebäude: An Straßenseite massiv, Stichbogenportal mit Wappen, - Wohnhaus: „1811“, Fachwerk-Obergeschoss, Erdgeschoss massiv, Gewände am straßenseitigen Gebäude Porphyr, in Ställen ursprüngliches böhmisches Kappengewölbe. | 09236081   |
| Direkt Bild zu diesem Denkmal hochladen | Häuslerhaus | Talstraße 81 (Karte)             | um 1800                                                    | Baugeschichtlich und sozialgeschichtlich von Bedeutung. Fachwerkhaus, Teil einer Häusergruppe, wichtig für Ortsbild, Fachwerk-Obergeschoss, Erdgeschoss massiv, Tür im Obergeschoss, Krüppelwalmdach-Frackdach durch traufseitige Erweiterung, Teil einer Häusergruppe, wichtig für Ortsbild. | 09236085   |
| Direkt Bild zu diesem Denkmal hochladen | Zwei Seitengebäude und Torbogen eines Vierseithofes                                                             | Talstraße 82 (Karte)             | 2. Hälfte 18. Jahrhundert                                  | Baugeschichtlich und wirtschaftsgeschichtlich von Bedeutung. Zum Teil in Fachwerk, - Ein Seitengebäude mit Kumthalle, nicht besichtigt, 2. Hälfte 18. Jahrhundert, Satteldach, Fledermausluken, Fachwerk-Obergeschoss, Erdgeschoss massiv, Stall und Heuboden, sehr guter Originalzustand, - Zweites Seitengebäude: Massiv, dreibogige Kumthalle, Remise, um 1900, Satteldach. | 09236080   |
| Direkt Bild zu diesem Denkmal hochladen | Häuslerhaus | Talstraße 83 (Karte)             | vor 1800                                                   | Baugeschichtlich und sozialgeschichtlich von Bedeutung. Fachwerkhaus, Teil einer Häusergruppe, wichtig für Ortsbild, Fachwerk-Obergeschoss, Erdgeschoss massiv, Satteldach, Tür im Obergeschoss, zu großes Fenster, Giebel verkleidet, feldseitig verändert, Straßenfront wichtig für Ortsbild, Teil einer Häusergruppe. | 09236084   |
| Direkt Bild zu diesem Denkmal hochladen | Häuslerhaus | Talstraße 85 (Karte)             | um 1800                                                    | Baugeschichtlich und sozialgeschichtlich von Bedeutung. Fachwerkhaus, Teil einer Häusergruppe, wichtig für Ortsbild, Fachwerk-Obergeschoss, Giebeldreieck verschiefert, Erdgeschoss massiv, Satteldach, Teil einer Häusergruppe, wichtig als Teil des Bauensembles für Ortsbild. | 09236083   |
| Direkt Bild zu diesem Denkmal hochladen | Wohnstallhaus, Scheune und zwei Seitengebäude eines Vierseithofes sowie Hofpflasterung                          | Waldenburger Straße 7 (Karte)    | bezeichnet 1737                                            | Baugeschichtlich, sozialgeschichtlich und wirtschaftsgeschichtlich von Bedeutung. Fachwerkbauten, Wohnhaus mit abgefaster Schwelle, strebenreichem Fachwerk und weit vorkragendem Dach, vermutlich ursprünglich Umgebindehaus, weitgehend geschlossen erhaltener Hof, - Wohnhaus: 1737, am Rähm Inschrift und Datierung, halbrunde Füllhölzer, abgefaste Schwelle, strebenreiches Fachwerk, weit vorkragendes Dach, Erdgeschoss massiv mit zu großen Fenstern, Satteldach, - Scheune: Fachwerk mit Streben, vermutlich Remise, Satteldach leicht vorkragend, vor 1800, sehr guter Originalbestand, - Erstes Seitengebäude: Eventuell massiv, großes Tor, Satteldach, um 1900, - Zweites Seitengebäude: Stall im Erdgeschoss, Fachwerk-Obergeschoss, vor 1800, strebenreiches Fachwerk, Tür im Obergeschoss, Satteldach, Wohnhaus vermutlich ursprünglich Umgebindehaus. | 09236079   |
| Direkt Bild zu diesem Denkmal hochladen | Wohnstallhaus mit Heiste und Seitengebäude eines Bauernhofes                                                    | Waldenburger Straße 9 (Karte)    | bezeichnet 1729                                            | Baugeschichtlich von Bedeutung. Fachwerkbauten, - Wohnhaus: Sehr guter Originalzustand, Fachwerkobergeschoss strebenreich, Seitengebäude mit dreibogiger Kumthalle, Wohnhaus: am Rähm bezeichnet, Bauherr: Johannes Martin, Satteldach, sehr guter Originalzustand, Fachwerk-Obergeschoss strebenreich, leicht vorkragend, Schiffchenkehlen an Füllhölzern, Erdgeschoss massiv, vor Wohnhaus Heiste, - Seitengebäude: Dreibogige Kumthalle mit Säulen, Fachwerk-Obergeschoss, Erdgeschoss massiv, Inschrift. „Wir bauen alle fest und sind doch fremthe Gäste wo wir sollen ewig sein bauen wir...“, Bauherr: Johann Martin, Christian Wunderlich Zimmermann, gleiche Bauzeit, beide Erdgeschoss Bruchsteinmauerwerk. | 09236078   |
| Direkt Bild zu diesem Denkmal hochladen | Wohnstallhaus und Scheune eines Zweiseithofes                                                                   | Waldenburger Straße 11 (Karte)   | vor 1800                                                   | Baugeschichtlich und wirtschaftsgeschichtlich von Bedeutung. Fachwerkbauten, Scheunengiebel sehr schön verbrettert und verziert, wichtig für Ortsbild durch zentrale Lage, - Wohnhaus: Satteldach, Erdgeschoss massiv, Fachwerk-Obergeschoss erhalten, aber verkleidet und aufgemalt, Krüppelwalmdach, - Scheune: Fachwerk, vor 1800, Giebel sehr schön verbrettert und verziert, Krüppelwalmdach, wichtig für Ortsbild durch zentrale Lage. | 09236077   |
| Direkt Bild zu diesem Denkmal hochladen | Wohnhaus | Waldenburger Straße 17 (Karte)   | um 1925                                                    | Baugeschichtlich von Bedeutung. Einfamilienhaus als Holzhaus, Holzhaus, Sockel massiv, Satteldach, Giebeldreiecke verkleidet, originale Türen und Fenster. | 09236075   |
| Direkt Bild zu diesem Denkmal hochladen | Seitengebäude eines Dreiseithofes                                                                               | Waldenburger Straße 18 (Karte)   | vor 1800                                                   | Baugeschichtlich und wirtschaftsgeschichtlich von Bedeutung. Fachwerkbau, wichtig für Ortsbild, Fachwerk-Obergeschoss, strebenreich, breiter Schwellenkranz, ursprünglich vermutlich Remise oder Durchfahrt im Erdgeschoss, Erdgeschoss massiv, Giebeldreieck verbrettert, Wetterschräge, Satteldach weit vorkragend, wichtig für Ortsbild. | 09236076   |
| Direkt Bild zu diesem Denkmal hochladen | Wohnstallhaus, zwei Seitengebäude und Scheune eines Vierseithofes                                               | Waldenburger Straße 33 (Karte)   | um 1700 (Wohnhaus), um 1750 (1. Seitengebäude) und um 1800 | Baugeschichtlich, sozialgeschichtlich und wirtschaftsgeschichtlich von Bedeutung. Fachwerkbauten, Wohnhaus mit Thüringer-Leiter-Fachwerk und Kopfstreben, ein Seitengebäude mit seltener Oberlaube, Wohnhaus vermutlich ursprünglich Umgebindehaus, Miststatt und Wassertrog im Hof erhalten, - Wohnhaus: Fachwerk-Obergeschoss, Erdgeschoss massiv, verändert, Satteldach, Schwelle abgefast, geblattete Kopfbänder, Leiterbrüstung am Fachwerkobergeschoss, Fenstergewände mit einer Hohlkehle, - Seitengebäude: Fachwerk-Obergeschoss, leicht vorkragend, sechsbogige Oberlaube, zwei Türen im Obergeschoss, Streben und Fußstreben sich teilweise kreuzend, Satteldach, Erdgeschoss massiv, guter Originalzustand, - Scheune: Teilweise massiv, Fachwerkdrempel, um 1800, Satteldach, - Zweites Seitengebäude: Fachwerk-Obergeschoss, beide Giebel massiv, Erdgeschoss massiv, Remise, Satteldach, am Fachwerk-Obergeschoss nur Eckstreben, Taubenkasten, nach 1800, Wohnhaus vermutlich ursprünglich Umgebindehaus, Blattsassen am Rähm des Erdgeschosses geben hierzu Hinweis, Oberlaube am Seitengebäude vorkragend, nur ein Teil des Gebäudes. | 09236074   |
| Direkt Bild zu diesem Denkmal hochladen | Wohnstallhaus, Scheune und Seitengebäude eines Vierseithofes                                                    | Waldenburger Straße 35 (Karte)   | um 1800                                                    | Baugeschichtlich, sozialgeschichtlich und wirtschaftsgeschichtlich von Bedeutung. Fachwerkbauten, Hofseite des Gehöftes gut erhalten, - Seitengebäude: Nach 1800, Krüppelwalmdach, Erdgeschoss massiv, Garageneinbau, rückwärtiger Teil modernisiert, Fachwerk-Obergeschoss, - Scheune: Um 1800, Fachwerk, Satteldach, Giebel verbrettert, Schiebetor, - Wohnhaus: Vor 1800, Dachhecht, Fachwerk-Obergeschoss, strebenreich, Erdgeschoss massiv, Satteldach, Giebel massiv, Hofseite des Gehöftes gut erhalten, Straßenseite modernisiert. | 09236073   |
| Weitere Bilder                          | Ehemaliges Mühlengebäude mit technischer Ausstattung und Wohnhaus                                               | Waldenburger Straße 46 (Karte)   | vor 1800                                                   | Baugeschichtlich und technikgeschichtlich von Bedeutung. Wohnhaus mit Fachwerkobergeschoss, Mühlengebäude der Getreidemühle mit hoher turmartiger Überhöhung, originale Mühlentechnik erhalten, - Wohnhaus: Fachwerk-Obergeschoss, strebenreich, vor 1800, Erdgeschoss massiv, im Stall Kreuzgewölbe, schöner Giebel, Krüppelwalmdach, Giebeldreieck verschiefert, im Erdgeschoss zu große Fenster, - Mühlengebäude der Getreidemühle mit hoher turmartiger Überhöhung, originale Innenausstattung. | 09236072   |
| Direkt Bild zu diesem Denkmal hochladen | Scheune, zwei Seitengebäude und Torbogen eines Bauernhofes                                                      | Waldenburger Straße 80 (Karte)   | vor 1800                                                   | Baugeschichtlich und wirtschaftsgeschichtlich von Bedeutung. Fachwerkbauten, ein Seitengebäude mit Thüringer-Leiter-Fachwerk und ursprünglich mit Oberlaube, - Seitengebäude: Vermutlich ursprünglich fünfbogige Oberlaube, Erdgeschoss massiv mit Stall, Obergeschoss mit Tür, Leiterbrüstung, wohl ehemalige Oberlaube heute zugesetzt, gezapfte Kopfbänder, 18. Jahrhundert, Satteldach, - Scheune: Fachwerk, - Zweites Seitengebäude: Fachwerk, 2. Hälfte 18. Jahrhundert, Satteldach, ein Giebel verputzt oder massiv, Erdgeschoss massiv, Torbogen. | 09236062   |
| Direkt Bild zu diesem Denkmal hochladen | Wohnstallhaus und Seitengebäude eines Dreiseithofes                                                             | Waldenburger Straße 87 (Karte)   | um 1850                                                    | Baugeschichtlich und wirtschaftsgeschichtlich von Bedeutung. Fachwerkbauten, Krüppelwalmdach, Fachwerk-Obergeschoss, Erdgeschoss massiv, Obergeschoss verschiefert, am Seitengebäude Fachwerk-Obergeschoss verkleidet, Erdgeschoss massiv, Satteldach. | 09236064   |
| Direkt Bild zu diesem Denkmal hochladen | Wohnstallhaus und Scheune eines Zweiseithofes                                                                   | Waldenburger Straße 89 (Karte)   | vor 1800                                                   | Baugeschichtlich und wirtschaftsgeschichtlich von Bedeutung. Fachwerkbauten, guter Originalzustand, wichtig für Ortsbild, Gartenwirtschaft, Dachhecht, Krüppelwalmdach, Fachwerk-Obergeschoss, mit Tür im Obergeschoss, strebenreiches Fachwerk, teilweise verschiefert, Erdgeschoss massiv, leicht verändert, Scheune: gleiche Bauzeit, Fachwerk, Satteldach, Anbauten, guter Originalzustand, wichtig für Ortsbild, Erdgeschoss Stampflehm, Schiefer von Ebersbach oder Oberwinkel. | 09236063   |
| Direkt Bild zu diesem Denkmal hochladen | Wohnstallhaus, zwei Seitengebäude und Scheune eines Vierseithofes                                               | Waldenburger Straße 95 (Karte)   | 2. Hälfte 18. Jahrhundert                                  | Baugeschichtlich, sozialgeschichtlich und wirtschaftsgeschichtlich von Bedeutung. Fachwerkbauten, ein Seitengebäude mit sehr großer, seltener Oberlaube, - Wohnhaus: Fachwerk-Obergeschoss, Giebelseite zu große Fenster, verschiefert, Erdgeschoss massiv, verändert, Blattsassen geben Hinweis auf mögliches Umgebinde, Krüppelwalmdach, - Scheune: Gleiche Bauzeit, Durchfahrt, Drempel, Satteldach, Drempel verschiefert, - Zwei Seitengebäude: Aneinandergebaut mit durchlaufender, sehr großer Oberlaube, 13-jochig und 12 Joche, Krüppelwalm- oder Satteldach, eines mit Durchfahrt, Tür im Obergeschoss, Brüstungsgefache verbrettert. | 09236061   |
| Direkt Bild zu diesem Denkmal hochladen | Seitengebäude und Torbogen eines Vierseithofes sowie Reste der Hofpflasterung                                   | Waldenburger Straße 107a (Karte) | 1. Hälfte 18. Jahrhundert                                  | Baugeschichtlich und wirtschaftsgeschichtlich von Bedeutung. Fachwerkbau mit strebenreichem Fachwerk und Kumthalle, - Torbogen: Pforte und Tor, Stichbogenportal, Schlussstein, Pforte und Tor aufgedoppelt mit Sonnenmotiv, Reste Hofpflasterung, Heiste - Seitengebäude: Fachwerk-Obergeschoss, strebenreich, vorkragend, gezapfte Holzverbindungen, Tür im Obergeschoss, teilweise verkleidet, Krüppelwalmdach, Erdgeschoss massiv, Garageneinbau, einbogige Kumthalle, vermutlich ehemals Pferdestall, bildet einen Hof mit Nummer 107. | 09236036   |
| Direkt Bild zu diesem Denkmal hochladen | Scheune und zwei Stallgebäude eines Vierseithofes                                                               | Waldenburger Straße 116 (Karte)  | um 1800                                                    | Baugeschichtlich und wirtschaftsgeschichtlich von Bedeutung. Fachwerkbauten, - Scheune: 1904 erweitert, Fachwerk, Satteldach, - Stallgebäude: Um 1800, Erdgeschoss massiv, Fachwerk-Obergeschoss, Satteldach und Frackdach, ein Gebäude mit Tür im Obergeschoss. | 09236052   |
| Direkt Bild zu diesem Denkmal hochladen | Wohnstallhaus mit angebauter Scheune und angebautem Schuppen eines Häusleranwesens                              | Waldenburger Straße 121 (Karte)  | vor 1800                                                   | Baugeschichtlich und wirtschaftsgeschichtlich von Bedeutung. Fachwerkbauten, zum Teil strebenreiches Fachwerk, - Wohnhaus: Fachwerk-Obergeschoss, strebenreich, Erdgeschoss massiv, Satteldach, ein Schiebefenster, im Erdgeschoss ein zu großes Fenster, vor 1800, Tür im Obergeschoss, guter Originalzustand, - Schuppen: Angebaut, Fachwerk, mehrfache Bauveränderungen, Anbau, - Offener Schuppen: Geblattetes Kopfband, Erdgeschoss Bruchstein, um 1700. | 09236060   |
| Direkt Bild zu diesem Denkmal hochladen | Wohnstallhaus, Scheune und Seitengebäude eines Dreiseithofes                                                    | Waldenburger Straße 127 (Karte)  | vor 1800                                                   | Baugeschichtlich, sozialgeschichtlich und wirtschaftsgeschichtlich von Bedeutung. Fachwerkbauten, dominant durch Lage auf Erhöhung, - Wohnhaus: Fachwerk-Obergeschoss, Krüppelwalmdach, Erdgeschoss massiv, vor 1800, Schiebefenster, Eckstreben, - Scheune: Um 1800, Fachwerk, Krüppelwalmdach, - Seitengebäude: Krüppelwalmdach, Fachwerk-Obergeschoss, Erdgeschoss massiv, um 1800, ein Giebel eventuell verputztes Fachwerk, Dominant durch Lage auf Erhöhung. | 09236058   |
| Direkt Bild zu diesem Denkmal hochladen | Häuslerhaus | Waldenburger Straße 131 (Karte)  | vor 1800                                                   | Baugeschichtlich und sozialgeschichtlich von Bedeutung. Mit Fachwerkobergeschoss, wichtig für Ortsbild durch dominante Lage, Fachwerk-Obergeschoss teilweise verkleidet, Erdgeschoss massiv, ein zu großes Fenster, traufseitiger massiver Anbau, Satteldach, Tür im Obergeschoss strebenreiches Fachwerk, Dach leicht überkragend, wichtig für Ortsbild durch dominante Lage. | 09236057   |
| Direkt Bild zu diesem Denkmal hochladen | Wohnstallhaus, Scheune und Seitengebäude eines Dreiseithofes                                                    | Waldenburger Straße 135 (Karte)  | um 1700                                                    | Baugeschichtlich, sozialgeschichtlich und wirtschaftsgeschichtlich von Bedeutung. Fachwerkbauten, am Wohnhaus außergewöhnliche Fachwerkkonstruktion (Streben und Fußstreben sich überkreuzend), Seitengebäude mit seltener Oberlaube, - Wohnhaus: Streben und Fußstreben sich überkreuzend, Fußstreben geblattet, Streben mit Rähm verblattet, in Schwelle gezapft, zwei Riegelreihen, Erdgeschoss massiv, Giebel massiv, Satteldach, Erdgeschoss stärker verändert, um 1700, - Scheune: Um 1700, geblattete Kopfstreben und Streben, Satteldach, - Stallgebäude: Mit Scheune zusammengebaut, dreibogige Oberlaube, zugesetzt, geblattete Kopfbänder, Erdgeschoss massiv, ein Zimmer im Obergeschoss, abgefaste Schwelle, Satteldach, traufseitiger Anbau, um 1700, Brüstungsgefache der Oberlaube mit Lehmstakung, Denkmalwert besteht im hohen Alter der Gebäude, der außergewöhnlichen Fachwerkkonstruktion am Wohnhaus und als Baubeispiel für Oberlauben. | 09236056   |

## Meinsdorf
| Bild                                    | Bezeichnung                                                        | Lage                           | Datierung                 | Beschreibung | ID       |
| --------------------------------------- | ------------------------------------------------------------------ | ------------------------------ | ------------------------- | --- | -------- |
|                                         | Gasthaus mit zwei Seitengebäuden                                   | Dorfstraße 2 (Karte)           | um 1890                   | Baugeschichtlich von Bedeutung. Historismusbau mit schönem Giebel, originale Fassadengliederung Gasthaus, auch Wohnhaus, zweigeschossig, massiv, rundbogige Fenster, fünf Achsen, Zwerchgiebel über zwei Achsen mit Schwebegiebel und an Gauben, Erdgeschoss Bereich in Putzstruktur verändert, ansonsten Eckquaderung, Gesims, schöner Giebel, originale Fassadengliederung, auch auf Seitengebäude zutreffend. | 09236116 |
| Direkt Bild zu diesem Denkmal hochladen | Wohnstallhaus, Seitengebäude und Torbogen eines Vierseithofes      | Dorfstraße 4 (Karte)           | 2. Hälfte 18. Jahrhundert | Baugeschichtlich von Bedeutung. Barocke Fachwerkbauten, strebenreiches Fachwerk und Segmentbogenportal am Wohnhaus, Wohnhaus: zweite Hälfte 18. Jahrhundert, Fachwerkobergeschoss strebenreich, regelmäßig gegliedert, Satteldach, Giebel verschiefert, Erdgeschoss massiv, originales Stichbogenportal mit Schlussstein, Seitengebäude: Fachwerkobergeschoss original erhalten, Erdgeschoss massiv Garageneinbau, Obergeschoss verschiefert, Satteldach, am Wohnhaus ein zu großes Fenster. | 09236117 |
| Direkt Bild zu diesem Denkmal hochladen | Wohnstallhaus, zwei Seitengebäude und Torbogen eines Vierseithofes | Langenberger Straße 4 (Karte)  | um 1750                   | Baugeschichtlich, sozialgeschichtlich und wirtschaftsgeschichtlich von Bedeutung. Barockes Fachwerkwohnhaus, Wirtschaftsbauten der Zeit um 1900 ebenfalls Fachwerk, eines mit Kumthalle, - Wohnhaus: Um 1750, an Schwelle nachträgliche Datierung weist auf verschiedene Besitzer hin, Erdgeschoss massiv, verändert, zwischen Schwelle und Rähm halbrunde Füllhölzer, Krüppelwalmdach, fünf stehende Gauben mit Dreiecksgiebeln, Seitengebäude um 1900, Erdgeschoss massiv, Fachwerk-Obergeschoss, Satteldach, - Zweites Seitengebäude: Um 1900, Kumthalle, Erdgeschoss massiv, große Schiebetore, Heuaufzug, Satteldach, gut erhaltenen Anlage mit zwei Torbögen und schönem Tor, eine Toreinfahrt bezeichnet „1888–89“ (aus dieser Zeit auch die Seitengebäude), die Datierungsangaben der Inschrift geben Geburtsdatum des jeweiligen Besitzers an. | 09236122 |
| Direkt Bild zu diesem Denkmal hochladen | Wohnstallhaus, Seitengebäude und Torbogen eines Vierseithofes      | Langenberger Straße 14 (Karte) | um 1800                   | Baugeschichtlich und wirtschaftsgeschichtlich von Bedeutung. Fachwerkbauten, Wohnhaus mit sehr schönem Fachwerkgiebel, guter Originalzustand, wichtig für Ortsbild durch dominante Lage an Straßenkreuzung, - Wohnhaus: Liegender Dachstuhl, Krüppelwalmdach, sehr schöner Fachwerkgiebel, Erdgeschoss massiv, Fenstergewände mit einer Hohlkehle, ein Giebel verschiefert, dort Wetterschrägen, - Torbogen: Stichbogen, - Seitengebäude: Giebel verschiefert, Fachwerk-Obergeschoss, teilweise verbrettert, Satteldach, Erdgeschoss massiv, - Scheune: Fachwerk, Satteldach, guter Originalzustand, wichtig für Ortsbild durch dominante Lage an Straßenkreuzung, Scheune heute ausgegliedert. | 09236119 |
| Direkt Bild zu diesem Denkmal hochladen | Gasthof mit Saalanbau                                              | Langenberger Straße 19 (Karte) | bezeichnet 1852           | Baugeschichtlich und ortsgeschichtlich von Bedeutung. Mit Fachwerkobergeschoss, wichtig für Ortsbild durch dominante Lage, am Türportal datiert, im Erdgeschoss leicht verändert, originales Türportal, Fachwerk-Obergeschoss verschiefert, Krüppelwalmdach, traufseitiger Anbau, aber wichtig für Ortsbild durch dominante Lage. | 09236121 |
| Direkt Bild zu diesem Denkmal hochladen | Wohnstallhaus, Seitengebäude und Torbogen eines Vierseithofes      | Langenberger Straße 24 (Karte) | um 1800                   | Baugeschichtlich und wirtschaftsgeschichtlich von Bedeutung. Zum Teil verschieferte Fachwerkbauten, - Wohnhaus: Fachwerk-Obergeschoss verschiefert oder verputzt, Giebeldreieck verschiefert, Erdgeschoss massiv, steiles Satteldach, - Seitengebäude: Fachwerk teilweise verputzt oder verschiefert, Fachwerk-Obergeschoss, Erdgeschoss massiv, Bruchstein, Satteldach, nicht besichtigt, vermutlich guter Originalbestand, an Wohnhaus Schlosserei angebaut, nicht Denkmal. | 09236115 |

## Reichenbach
| Bild                                    | Bezeichnung                                                                                 | Lage                           | Datierung                       | Beschreibung | ID       |
| --------------------------------------- | ------------------------------------------------------------------------------------------- | ------------------------------ | ------------------------------- | --- | -------- |
| Direkt Bild zu diesem Denkmal hochladen | Häuslerhaus                                                                                 | Am Erlbach 4 (Karte)           | nach 1800                       | Baugeschichtlich und sozialgeschichtlich von Bedeutung, Fachwerkbau, wichtig für Ortsbild, guter Originalbestand. Fachwerk-Obergeschoss, beide Giebel und Erdgeschoss massiv, Satteldach, giebelseitiger Anbau, Fenster verändert, wichtig für Ortsbild, guter Originalbestand, schöne Haustür, vermutlich um 1850. | 09236041 |
| Direkt Bild zu diesem Denkmal hochladen | Häuslerhaus                                                                                 | Bergstraße 1 (Karte)           | nach 1800                       | Baugeschichtlich und sozialgeschichtlich von Bedeutung, Fachwerkobergeschoss, wichtig für Ortsbild durch Lage an Straßenkreuzung. Originale Fassadengliederung und Haustür, Erdgeschoss massiv, Fachwerk-Obergeschoss, nachträglicher Ladenanbau, nicht beeinträchtigend, wichtig für Ortsbild durch Lage an Straßenkreuzung, originale Fassadengliederung und Haustür, Krüppelwalmdach. | 09236042 |
| Direkt Bild zu diesem Denkmal hochladen | Häuslerhaus                                                                                 | Bergstraße 21 (Karte)          | 19. Jahrhundert                 | Baugeschichtlich und sozialgeschichtlich von Bedeutung. Massivbau, hölzerner Türstock, wissenschaftlichen Wert als Architekturbeispiel der Bauweise in der zweiten Hälfte des 19. Jahrhunderts, guter Originalzustand. Zeittypisches kleines Wohnhaus in offener Bebauung in sehr gutem Originalzustand. Nach 1870 erbaut nach Aussage der Eigentümer und Schätzung des Baubestandes. Auf längsrechteckigem Grundriss errichtetes eingeschossiges Wohnhaus mit Drempelgeschoss. Das Satteldach mit unterschiedlicher Dachdeckung, die eine Dachhälfte mit Schiefern in altdeutscher Deckung, die andere Dachhälfte mit nachträglich aufgebrachten Betondachziegeln. Der Ziegelbau verputzt mit einem landschaftstypischen Graupelputz. Die Fenster als auch die Hausecken wurden mit Putzfaschen versehen. Der Hauseingang befindet sich an der der Straße zugewandten Traufseite und ist seitlich angeordnet. Die einflügelige Haustür wird durch ein Holzportal mit flacher Dreiecksbekrönung und Zahnschnittfries eingefasst. An allen Fenstern blieben die Holzklappläden mit Verriegelungen aus der Erbauungszeit erhalten. Die Fenster sind zweiflügelig mit Oberlicht, Winterfenster sind vorhanden. Alle Fenster gehören zum Originalbestand. Das Regenwasser wird über Holzdachrinnen abgeleitet, die nur noch sehr selten anzutreffen sind. An die Giebelseite des Hauses wurde ein eingeschossiger verbretterter Schuppen mit Pultdach in landschaftstypischer Gestaltung angefügt. Auch im Inneren des Gebäudes war ein guter Originalzustand nachweisbar. Das Erdgeschoss umfasst den Hausflur mit Holzstiege, daran anschließend die Waschküche und die Wohnstube. Der Flur ist mit Steinplatten belegt. Im Drempelgeschoss wurden zwei kleine Schlafkammern untergebracht, deren Brettertüren aus der Erbauungszeit stammen dürften. Der Denkmalwert dieses Gebäudes ergibt sich aus seinem wissenschaftlichen Wert als Architekturbeispiel der Bauweise in der zweiten Hälfte des 19. Jahrhunderts. Besonders hervorzuheben ist der oben beschriebene sehr gute Originalzustand des Gebäudes. Nur noch sehr vereinzelt sind Gebäude anzutreffen, die sowohl in ihrem Äußeren als auch in ihrem Inneren vollständig erhalten blieben. Weiterhin kommt diesem Gebäude eine historische Bedeutung zu als Dokument der Lebensweise der ärmeren Bevölkerung im vergangenen Jahrhundert. Nur selten blieben diese kleinen Wohngebäude ohne entstellende Erweiterungsanbauten erhalten. Somit wurde dieses Gebäude zum Dokument der Lebensweise ärmerer Bevölkerungsschichten des vorigen Jahrhunderts. (LfD/1995). | 09236044 |
| Direkt Bild zu diesem Denkmal hochladen | Häuslerhaus                                                                                 | Bergstraße 30 (Karte)          | vermutlich 18. Jahrhundert      | Fachwerkbau in landschafts- und zeittypischer Bauweise, wissenschaftlicher Wert aufgrund guten Originalbestandes, eines der wenigen Häuslerhäuser mit erhaltenem Fachwerkerdgeschoss, baugeschichtlich und sozialgeschichtlich von Bedeutung. Zweigeschossiges kleines Fachwerkhaus auf längsrechteckigem Grundriss in landschafts- und zeittypischer Bauweise. Vermutlich im 18. Jahrhundert errichtet (durch die Verkleidung des Fachwerks und den Dachausbau nicht exakt zu datieren). Sowohl das Erdgeschoss als auch das Obergeschoss wurden in Fachwerkbauweise errichtet. An der hinteren Traufseite wurde das Fachwerk des Erdgeschosses teilweise massiv ersetzt. Das Fachwerkhaus wurde nachträglich durch Asbestschiefer oder Schiefer verkleidet. Abgeschlossen wird dieses Gebäude durch ein Krüppelwalmdach. Die Fenster und die Haustür wurden im Laufe der Zeit modernisiert. Giebelseitig wurde ein Fachwerkschuppen mit Pultdach in traditioneller Bauweise angebaut. Im Inneren blieb die originale Raumstruktur erhalten. Teilweise sind barocke Zimmertüren, im Erdgeschoss eine barocke Rahmenfüllungstür mit originalen Beschlägen, vorhanden. Das Dachgeschoss wurde teilweise zu Wohnzwecken ausgebaut. Das Kehlbalkendach weist einen einfach stehenden Stuhl auf, dessen Stuhlsäulen durch aufgeblattete Kopfstreben mit der Mittelpfette verbunden wurden. Der Denkmalwert dieses Gebäudes ergibt sich aus dem geschichtlichen Wert des Gebäudes aufgrund seines sehr guten originalen Bestandes und seiner zeittypischen Gestaltungsweise. Gesondert muss darauf hingewiesen werden, dass an nur noch wenigen Häuslerhäusern in diesem Landschaftsraum ein weitestgehend erhaltenes Fachwerkerdgeschoss nachgewiesen werden konnte. Auch hieraus leitet sich der baugeschichtliche Wert dieses Gebäudes ab. (LfD/1995). | 09236043 |
| Direkt Bild zu diesem Denkmal hochladen | Häuslerhaus mit Anbau                                                                       | Bergstraße 42 (Karte)          | um 1850                         | Baugeschichtlich und sozialgeschichtlich von Bedeutung. Fachwerkobergeschoss, guter Originalzustand, wichtig für Ensemblewirkung, Fachwerk-Obergeschoss verkleidet oder verschiefert, Erdgeschoss massiv, Krüppelwalmdach und Satteldach, guter Originalzustand, wichtig für Ensemblewirkung. | 09236045 |
| Direkt Bild zu diesem Denkmal hochladen | Wohnstallhaus, Stallgebäude, Scheune und daran angebautes Seitengebäude eines Vierseithofes | Reichenbacher Straße 1 (Karte) | vor 1800                        | Baugeschichtlich, sozialgeschichtlich und wirtschaftsgeschichtlich von Bedeutung. Fachwerkbauten, in der alten Ortslage Obercallenberg, wichtig durch dominante Lage, - Scheune: Streben, sich überkreuzend, eventuell teilweise verblattet, Satteldach, - Seitengebäude: An Scheune angebaut, Hocheinfahrt, - Stallgebäude: Fachwerk-Obergeschoss verbrettert, - Seitengebäude, straßenseitig: Fachwerk-Obergeschoss teilweise verschiefert, vor 1800, Satteldach, Giebeldreieck verschiefert, Traufseite verschiefert, Schiebetor, breiter Schwellenkranz, - Wohnstallhaus: Steiles Satteldach, Fachwerk-Obergeschoss verschiefert, Erdgeschoss massiv, zu große Fenster, ein Giebel verbrettert, straßenseitig zu große Fenster im Obergeschoss, Hof nicht besichtigt, wichtig durch dominante Lage und vermutlich gutem Originalzustand. | 09236048 |
| Direkt Bild zu diesem Denkmal hochladen | Zwei Seitengebäude, Scheune und Anbau am Wohnstallhaus eines Vierseithofes                  | Straße des Friedens 1 (Karte)  | vor 1800                        | Baugeschichtlich und wirtschaftsgeschichtlich von Bedeutung. Fachwerkbauten, guter Originalzustand des Gehöftes, - Erstes Seitengebäude: Stall im Erdgeschoss, Erdgeschoss massiv, Fachwerk-Obergeschoss leicht vorkragend, strebenreich, Tür im Obergeschoss, Schiebefenster, vor 1800, Heuboden, Satteldach leicht vorkragend, eventuell Altenteil, vermutlich auch ursprünglich mit Laubengang, einfach stehender Stuhl – Schädigungen im Dachstuhl durch Heraussägen von Balken, - Scheune: Gleiche Bauzeit, Fachwerk teilweise massiv ersetzt, Krüppelwalmdach, Kellerzugang, eine Tenne, zwei Bansen, teilunterkellert mit einem Tonnengewölbe, große Holztore, - Zweites Seitengebäude: Ostseite Hof, um 1700, eventuell ursprünglich mit Laubengang, Erdgeschoss Ställe, Obergeschoss Bergeräume, Heuboden, Tür im Obergeschoss, einfach stehender Stuhl, Erdgeschoss massiv mit Garageneinbauten, Satteldach, Durchfahrt, - Wohnhausanbau: An Wohnhaus, Fachwerk-Obergeschoss, verbrettert, Erdgeschoss massiv, Garageneinbauten, Krüppelwalmdach, T-förmig an Wohnhaus angebaut, guter Originalzustand des Gehöftes. | 09236046 |
| Direkt Bild zu diesem Denkmal hochladen | Zwei Seitengebäude eines Vierseithofes                                                      | Straße des Friedens 33 (Karte) | bezeichnet 1822 (Seitengebäude) | Baugeschichtlich und wirtschaftsgeschichtlich von Bedeutung. Fachwerkbauten, ein Seitengebäude mit seltener Oberlaube, das andere Seitengebäude mit Kumthalle, - Stallgebäude: Pferdestall mit Heuboden, um 1898, Fachwerk-Obergeschoss, beide Giebel und Erdgeschoss massiv, Kumthalle, Tür im Obergeschoss Satteldach, Heuaufzug, guter Originalzustand und guter Erhaltungszustand, - Seitengebäude: Mit Oberlaube, verbrettert, Giebel massiv, „1822“ im Gefach datiert, Fachwerk-Obergeschoss, Erdgeschoss massiv, Satteldach, guter Originalzustand. | 09236040 |
|                                         | Häuslerhaus und Schuppen                                                                    | Straße des Friedens 48 (Karte) | nach 1800                       | Baugeschichtlich und sozialgeschichtlich von Bedeutung. Mit Fachwerkobergeschoss, Fachwerk-Obergeschoss, Erdgeschoss massiv, Satteldach. | 09236039 |
| Direkt Bild zu diesem Denkmal hochladen | Wohnstallhaus, Scheune und Seitengebäude eines Vierseithofes                                | Straße des Friedens 85 (Karte) | vor 1800                        | Baugeschichtlich, sozialgeschichtlich und wirtschaftsgeschichtlich von Bedeutung. Überwiegend Fachwerkbauten, Wohnhaus mit strebenreichem Fachwerk, - Wohnhaus: Vor 1800, Fachwerk-Obergeschoss, Erdgeschoss massiv, verändert, zu große Fenster, strebenreiches Fachwerk, breiter Schwellenkranz, Krüppelwalmdach, guter Originalzustand, - Scheune: Fachwerk, Giebel massiv, Lüftungsschlitze, Satteldach, um 1900, - Seitengebäude: Massiv, zwei Aufzugsluken, Satteldach, um 1900. | 09236037 |